# Sympozjum Plastyczne Wrocław ’70
Sympozjum Plastyczne Wrocław ’70 – zebranie plastyków, krytyków i teoretyków sztuki we Wrocławiu rozpoczęte w marcu 1970 r. Wydarzenia artystyczne i realizacje związane z sympozjum przyczyniły się do upowszechnienia sztuki konceptualnej w Polsce.
We wrocławskim Muzeum Architektury odbyła się wystawa projektów (otwarta 17 marca), z których trzy zrealizowano: Kompozycja pionowa nieograniczona Henryka Stażewskiego (9 maja 1970), Arena Jerzego Beresia (1972 i 2010) oraz Krzesło Tadeusza Kantora (1995 i 2011). Materiały z sympozjum zostały opublikowane pod redakcją Zbigniewa Makarewicza dopiero w 1983 r. Jak pisze Z. Makarewicz, inicjatywa organizacji takiego spotkania wyszła od Towarzystwa Miłośników Wrocławia, wrocławskiego okręgu ZPAP oraz środowiska Galerii Pod Moną Lisą. Oficjalnymi organizatorami byli: Komitet Wojewódzki Polskiej Zjednoczonej Partii Robotniczej, Rada Narodowa Miasta Wrocławia, Wojewódzka Rada Związków Zawodowych, ZPAP, Stowarzyszenie Architektów Polskich, Muzeum Architektury.

## Konteksty

### Konteksty artystyczne

#### Lata 60. – plenery, sympozja, biennale i galerie autorskie
Odbywające się od połowy lat 60. sesje „Złotego Grona” w Zielonej Górze, Plenery artystyczne w Osiekach (od 1963), jednorazowe Sympozjum Artystów i Naukowców w Puławach z 1966 roku czy Biennale Form Przestrzennych w Elblągu (1965-1973) gromadziły w jednym miejscu grono artystek i artystów oraz osób zajmujących się teorią i krytyką sztuki, sprawiając, że prowincjonalne miejscowości stawały się tyglami nowych zjawisk artystycznych. Jak pisze Anda Rottenberg, nawiązując m.in. do przyjętego w 1960 r. dekretu KC PZPR, w którym na wystawach sztuki współczesnej ustanowiono limit 15 procent prac z nurtów nieprzedstawiających (do tej liczby nawiązywał tytuł jednego z działów retrospektywnej wystawy w Moskwie w 2012 roku):
Równolegle do działań represyjnych wobec sztuki abstrakcyjnej pojawiły się odgórne inicjatywy polityczne, związane z „zagospodarowaniem kulturalnym Ziem Zachodnich i Północnych”, zwanych ziemiami odzyskanymi, i stworzeniem nowych tradycji kulturalnych na tych terenach. Ta aktywizacja kulturalna polegała na finansowaniu ogólnopolskich wydarzeń artystycznych pod hasłem „sojuszu świata pracy z kulturą i sztuką”, odbywających się poza uznanymi ośrodkami życia sztuki.
Nie mniejsze znaczenie dla kształtowania się środowiska artystycznego w Polsce miał w tym czasie rozwój autorskich galerii sztuki – poznańskiej galerii odNowa, warszawskiej galerii Foksal, galerii Współczesna czy elbląskiej Galerii EL, gdzie artyści uprawiali sztukę eksperymentalną, neoawangardową, odsuniętą od głównego nurtu realizowanego przez ówczesną komunistyczną władzę.

#### Wrocławskie środowisko artystyczne
Wrocław w latach 70. XX wieku był ważnym ośrodkiem kulturalnym. Jak wskazuje Dorota Monkiewicz: „Ton nadawało miastu środowisko polskiej inteligencji, przesiedlonej tutaj ze Lwowa w wyniku powojennej zmiany granic” i odbudowujące struktury uniwersyteckie i administracyjne. Monkiewicz wskazuje na kulturotwórczą rolę czasopisma literackiego „Odra”, Teatru Laboratorium Jerzego Grotowskiego, który w 1965 r. przeniósł się do Wrocławia z Opola czy produkcji Wytwórni Filmów Fabularnych. Istniał tu Klub Międzynarodowej Prasy i Książki, prowadzony przez Marię Berny, oraz Klub Związków Twórczych.
Pomysł na zorganizowanie sympozjum pojawił się po raz pierwszy w koncepcji Muzeum Sztuki Aktualnej (MSA) i został podjęty prawdopodobnie podczas wystawy Przestrzeń – Ruch – Światło (grudzień 1967 – styczeń 1968). W tworzenie artystycznego wymiaru sympozjum zaangażowało się wrocławskie środowisko związane z historykiem sztuki i teoretykiem Jerzym Ludwińskim, twórcą Galerii Pod Moną Lisą (1967–1971) i MSA. We Wrocławiu wówczas aktywni byli również m.in. późniejsi założyciele Galerii Permafo (1970–1981) – artyści, fotograficy i dokumentaliści: małżeństwo Natalia Lach-Lachowicz i Andrzej Lachowicz, Zbigniew Dłubak oraz krytyk Antoni Dzieduszycki – a także grupa sensybilistów, działająca od 1955 r. (Kazimierz Głaz, Michał Jędrzejewski, Wiesław Zajączkowski i Zbigniew Makarewicz). Dużą rolę odegrali wrocławscy animatorzy życia kulturalnego: Zbigniew Makarewicz – rzeźbiarz i twórca asamblaży, aktywny w amatorskim Studenckim Teatrze Kalambur, związany z Grupą Wrocławską Jan Chwałczyk czy Zdzisław Jurkiewicz, których twórczość (prezentowana m.in. w Galerii Pod Moną Lisą), odzwierciedlała przejście od zainteresowania obrazem i rzeźbą w stronę procesu i działania konceptualnego.

### Konteksty polityczne

#### Obchody XXV-lecia „Powrotu Ziem Zachodnich i Północnych do Macierzy”
Sympozjum Plastyczne Wrocław '70 oficjalnie wiązało się z obchodami XXV-lecia „Powrotu Ziem Zachodnich i Północnych do Macierzy”, które we Wrocławiu zorganizowano w 1970 r. z inicjatywy władz. W PRL-u możliwość organizowania wydarzeń artystycznych często uzależniano od jubileuszy i obchodów świąt państwowych. Oficjalnym celem Sympozjum wyznaczonym przez organizatorów była „próba konfrontacji różnych sposobów współczesnego myślenia plastycznego, mająca doprowadzić w efekcie do powstania w organizmie miejskim Wrocławia wybitnych dzieł sztuki”. Oczekiwania władz wobec sympozjum zostały jasno sformułowane 7 lutego podczas spotkania artystów i krytyków z wiceprzewodniczącym Rady Narodowej: „chcielibyśmy, aby wszyscy tu koledzy obecni wczuli się w (...) indywidualność Wrocławia na tym tle zbudowali swoje dzieła, które mają służyć jego upiększeniu”. Podczas tego samego spotkania wskazano także potrzebę zaakcentowania ciągłości polskości „Ziem Odzyskanych”. Prawdopodobnie władze Wrocławia spodziewały się powstania pomników dedykowanych obchodom politycznego jubileuszu.

#### Relacje PRL–RFN
Szerszym kontekstem politycznym dla Sympozjum Wrocław '70 może być podpisanie w grudniu tego samego roku układu PRL–RFN o normalizacji stosunków pomiędzy tymi dwoma krajami, który stanowił potwierdzenie granicy na Odrze i Nysie. Innym ważnym wydarzeniem w powojennych relacjach polsko-niemieckich było orędzie biskupów polskich do biskupów niemieckich, wystosowane pięć lat wcześniej przez arcybiskupa wrocławskiego Bolesława Kominka, oficjalnie potępione przez władze PRL-u.

### Kontekst architektoniczno-urbanistyczny Wrocławia

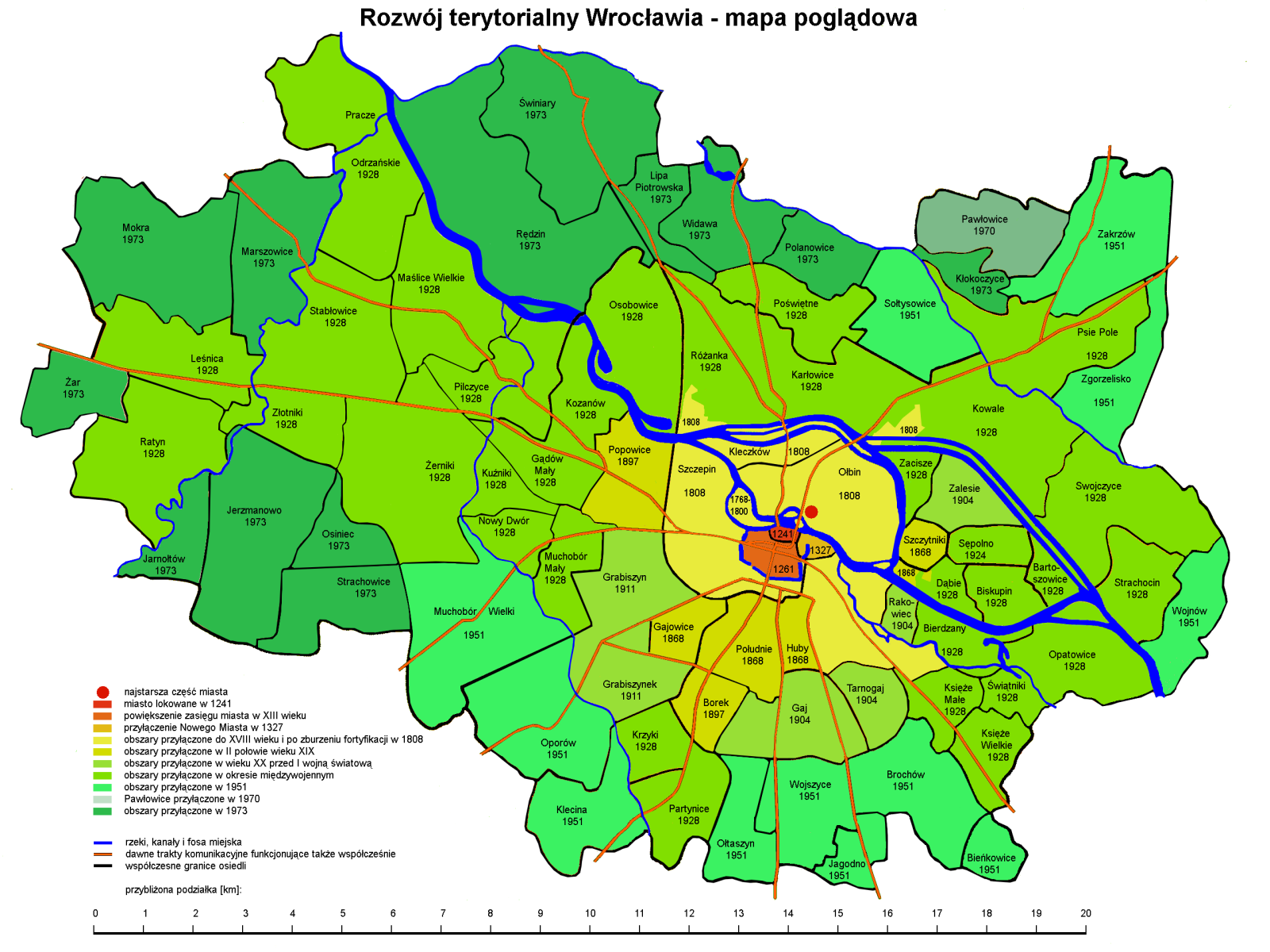
Rozwój terytorialny Wrocławia

Na skutek oblężenia Wrocławia stolica Dolnego Śląska stała się drugim po Warszawie zniszczonym w wyniku działań wojennych polskim miastem. Skalę destrukcji tkanki miejskiej szacowano na około 70% – dzielnice południowe i wschodnie zostały niemal zmiecione z powierzchni ziemi, Stare Miasto zostało zniszczone w około 90%, Śródmieście w 50%, dzielnice północne w 30%, a wschodnie w 10%. W 1945 roku dzielnice takie jak Zalesie i Krzyki były prawie nieprzejezdne z powodu zalegających na ulicach pozostałości budowlanych – dane z 1954 r. mówiły o ok. 18 mln m³ gruzu.

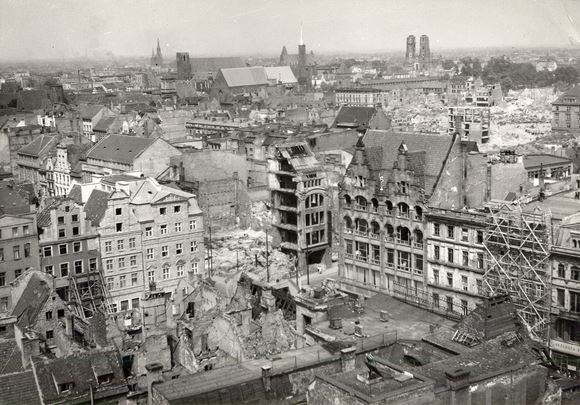
Widok Rynku we Wrocławiu ok. 1950

Odbudowę Wrocławia rozpoczęto już w 1945 r., początkowo skupiając się na zabezpieczaniu zachowanej zabudowy i naprawach budowlanych, natomiast wartościowy materiał przekazywanio na Odbudowę Warszawy, stanowił on formę łupu wojennego w ramach akcji przejmowania poniemieckiej własności. W tym samym roku rozpoczęto także odbudowę Rynku i Placu Solnego. W latach 1950–1955 zbudowano Oś Grunwaldzką i budynki Politechniki, a w latach 1953–1956 Kościuszkowską Dzielnicę Mieszkaniową. W dalszej kolejności powstały osiedla Wrocławskiej Spółdzielni Mieszkaniowej (WSM) w Śródmieściu, na Krzykach, w okolicach placu PKWIN, a także na Gajowicach. W 1964 r. zaczęto realizować dyskusyjny projekt dla 52 tysięcy mieszkańców wzdłuż ulicy Powstańców Śląskich w dzielnicy Wrocław Południe. 200-hektarowy teren podzielono na 4 jednostki mieszkaniowe (A-Anna, B-Barbara, C-Celina, D-Dorota), po 13 tysięcy mieszkańców każda, zaopatrzone w centrum kulturalno-usługowe. Budowa tego ogromnego kompleksu trwała od początku lat 70. Okres Gierka to czas dużych inwestycji budowlanych – osiedli mieszkaniowych powstających głównie na zachodzie miasta, gdzie dominowała największa ilość terenów niezagospodarowanych. Wtedy powstały tak duże założenia architektoniczno-urbanistyczne jak Osiedle Popowice, Osiedle Przyjaźni, Osiedle Gaj, Osiedle Nowy Dwór. Jak pisze Agata Gabiś, badaczka powojennej wrocławskiej architektury: „Dekada lat 60. i 70. przyniosła wiele fantastycznych i utopijnych scenariuszy także w sferze architektury i urbanistyki”.

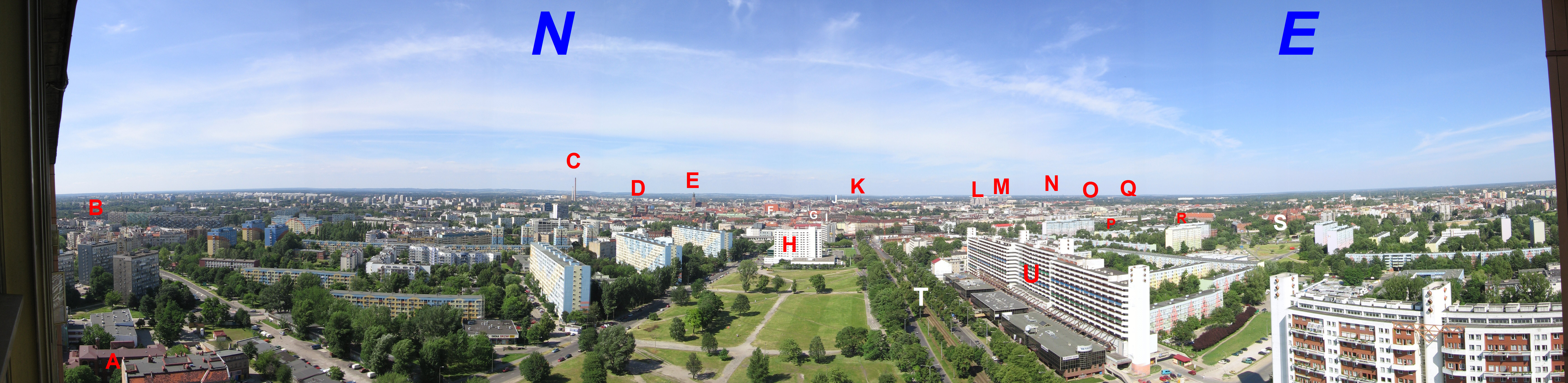
Panorama Wrocławia, 2005; na pierwszym planie osiedle Powstańców Śląskich

Kontekst architektoniczny był ważnym elementem sympozjum, a w trakcie jego trwania dr Olgierd Czerner, ówczesny dyrektor Muzeum Architektury i Odbudowy Wrocławia, przygotował program prezentacji historii miasta. Zbigniew Makarewicz wspomina: „szczególnie silne wrażenie wywarły kroniki działań wojennych w zdobywaniu «Festung Breslau» obraz zniszczeń i powolny proces odbudowy. Przedstawiono też możliwie przystępnie aktualny stan miasta, a potem indywidualne wizje lokalne wybranych fragmentów miasta”. Do opracowania przez artystów sympozjum wybrane zostały przede wszystkim dwa obszary: północno-wschodni (wysypy odrzańskie wraz z Ostrowem Tumskim, dzisiejsze osiedla: Nadodrze, Ołbin i plac Grunwaldzki) oraz południowo-zachodni (od Przedmieścia Świdnickiego, przez Gajowice, do osiedla Powstańców Śląskich).
Zlokalizowanie projektów w tym obszarze miało z jednej strony kształtować tożsamość nowych miejsc, z drugiej tworzyć charakter osiedli, podkreślając wyjątkowość i nowoczesność tego obszaru Wrocławia. Koncepcja wielkopłytowych osiedli mieszkaniowych zakładała pozostawienie sporych zielonych przestrzeni między blokami, oswojenie przestrzeni miało nastąpić przez umieszczanie tam sympozjalnych obiektów czy zagospodarowanie ścian szczytowych budynków. Szczególnego znaczenia nabierała tu intencja władz, by koncepcje przyczyniły się do ocieplenia zdehumanizowanej, nowoczesnej przestrzeni wielkomiejskiej.
Szczególnym zainteresowaniem cieszyło się osiedle Celina, gdzie swoją aktywność projektową skoncentrowały osoby skupione wokół Mariana Bogusza.

## Organizatorzy i partnerzy

### Organizatorzy
Do organizowania wydarzenia włączyły się jednostki urzędowe i organizacje artystyczne: Towarzystwo Miłośników Wrocławia, Związek Polskich Artystów Plastyków, Stowarzyszenie Architektów Polskich SARP, Muzeum Architektury we Wrocławiu oraz Galeria Pod Moną Lisą (w skład komitetu organizacyjnego weszła Maria Berny, kierująca Klubem Międzynarodowej Prasy i Książki, w ramach którego działała Galeria), Komitet Wojewódzki Polskiej Zjednoczonej Partii Robotniczej, Rada Narodowa Miasta Wrocławia, Wojewódzka Rada Związków Zawodowych.

### Komitet organizacyjny
W skład komitetu, powołanego przez Towarzystwo Miłośników Wrocławia, weszli przedstawiciele instytucji kultury i organizacji artystycznych, a także członkowie organów miejskich oraz uczelni. Zadaniem Komitetu było zaproszenie grupy teoretyków i krytyków, którzy z kolei byli odpowiedzialni za wyłonienie artystów biorących udział w sympozjum. Przewodniczącym Komitetu był Mieczysław Kwiatkowski – Sekretarz Prezydium Rady Narodowej miasta Wrocławia.
Wiceprzewodniczącymi Komitetu byli:
- Tadeusz Forowicz – rektor PWSSP we Wrocławiu,
- Jan Kowalczyk – prezes Zarządu Okręgu ZPAP,
- Marian Hoszko – członek Prezydium Rady Narodowej miasta Wrocławia, Przewodniczący Zarządu Okręgu Związku Zawodowego Pracowników Kultury i Sztuki.

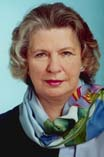
Maria Berny

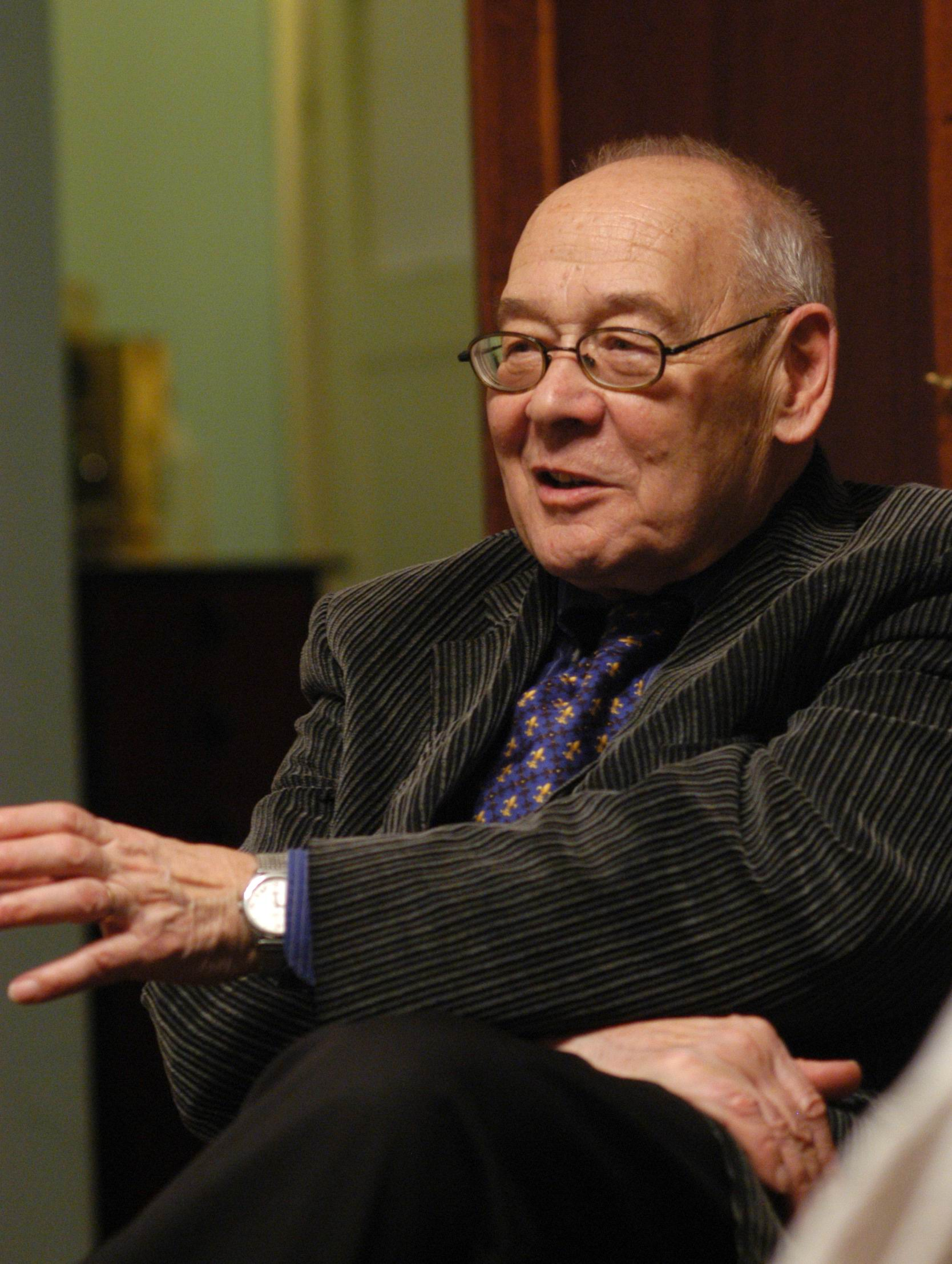
Olgierd Czerner

Wśród członków Komitetu znaleźli się również:
- Władysław Bednarek – Pełnomocnik Prezydium do spraw Uporządkowania Miasta,
- Maria Berny – kierowniczka Klubu MPiK i Galerii Pod Moną Lisą,
- Kazimierz Bieńkowski – prezes Zarządu Okręgu SARP,
- Olgierd Czerner – dyrektor Muzeum Architektury i Odbudowy we Wrocławiu,
- Marian Kuszewski – zastępca kierownika Wydziału Propagandy Komitetu Wojewódzkiego PZPR,
- Edmund Małachowicz – Konserwator Zabytków m. Wrocławia,
- Jerzy Mierzejewski – Wydział Architektury Rady Narodowej m. Wrocławia,
- Zenon Nasterski – Architekt m. Wrocławia,
- Janusz Przyłęcki – przewodniczący Komisji Estetyki m. Wrocławia przy Towarzystwie Miłośników Wrocławia,
- Andrzej Will – przewodniczący Sekcji Grafiki ZO ZPAP,
- Elżbieta Załuska – Wydział Kultury Rady Narodowej m. Wrocławia,
- Mieczysław Zdanowicz – przewodniczący Sekcji Rzeźby ZPAP[45].

### Zakłady produkcyjne
Narada z przedstawicielami wrocławskich i dolnośląskich zakładów miała miejsce 28 marca 1970 roku. Przedsiębiorstwa zobowiązały się do realizacji 16 (spośród 57 zgłoszonych na sympozjum) obiektów. Założono, że 9 maja 1970 nastąpi uroczyste przekazanie dzieł Wrocławiowi.
Wśród zakładów produkcyjnych, które zadeklarowały chęć współpracy przy realizacji prac znalazły się: Państwowa Fabryka Wagonów (Pafawag), Hutmen, Zakłady Naprawcze Taboru Kolejowego we Wrocławiu (ZNTK Wrocław), Fabryka Maszyn Rolniczych „Pilmet”, Miejskie Przedsiębiorstwo Komunikacyjne we Wrocławiu (MPK Wrocław), Wytwórnia Sprzętu Komunikacyjnego (WSK Wrocław), Mostostal Wrocław, Fabryka Urządzeń Mechanicznych (FUM Wrocław), Madro Wrocław (Serwis Maszyn Drogowych), Jelcz, Zakłady Naprawcze Taboru Kolejowego w Oleśnicy (ZNTK Oleśnica), Zakłady Fajansu Wrocław, Zakład Ceramiczny Bolesławiec, Zakład Szkła Przemysłowego Jelenia Góra, Huta Szkła Wałbrzych, Huta Szkła Szczytna k. Polanicy, a także Ludowe Wojsko Polskie.

## Osoby uczestniczące w sympozjum
W sympozjum brały udział zarówno osoby zajmujące się krytyką artystyczną, jak i twórczością, grupy te określane były mianem „krytyków i plastyków”.
Dobór osób uczestniczących przebiegał podobnie jak w przypadku I Sympozjum Artystów i Naukowców w Puławach w 1966 r. Organizatorzy zwrócili się do uznanych krytyków z prośbą o wytypowanie artystów za pomocą ankiety. Ankietę rozesłało do zaproszonego kolegium Towarzystwo Miłośników Wrocławia, a krytycy zaproponowali 94 nazwiska, z których „na zasadzie większościowej” wytypowano osoby uczestniczące.
Jak napisał Z. Makarewicz, „Różne grupy i środowiska widziały w tej rocznicy szansę na wprowadzenie do organizmu miasta trwałych dzieł plastyki”, a jako kręgi inicjatywne wymieniał przenikające się Towarzystwo Miłośników Wrocławia, Okręg Wrocławski ZPAP oraz osoby związane z Galerią „Pod Moną Lisą”. W gronie zaangażowanych osób wyróżnił: Barbarę Kozłowską, siebie (Z. Makarewicz), Alfonsa Mazurkiewicza, Annę Szpakowską-Kujawską, Andrzeja Willa, Mieczysława Zdanowicza, Jana Chwałczyka, Jerzego Ludwińskiego oraz Marię Berny. Do powołania sympozjum miała doprowadzić cała seria ich spotkań oraz konsultacji z lokalnym środowiskiem artystycznym.

### Zespół krytyków sztuki

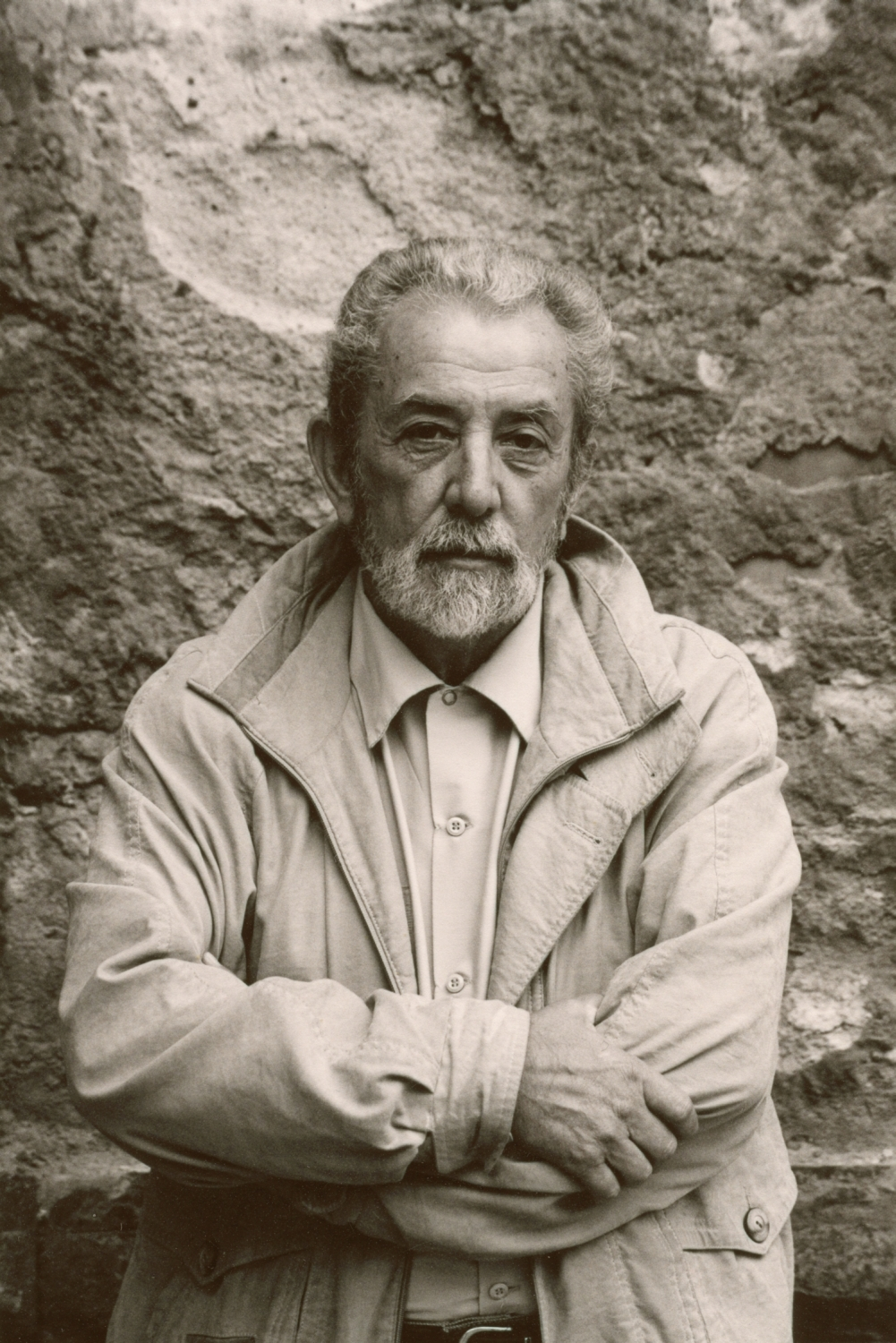
Mariusz Hermansdorfer

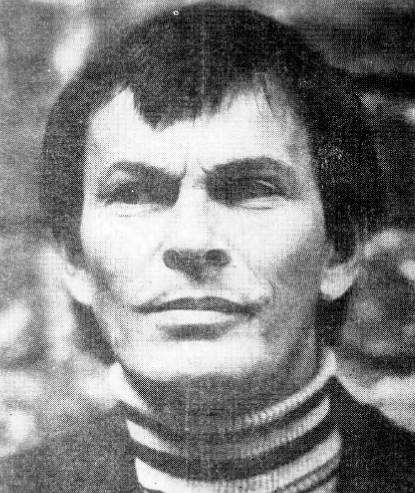
Jerzy Ludwiński

Komitet organizacyjny powołał grupę 12 krytyków i teoretyków sztuki, którzy na podstawie ankiet mieli dokonać wyboru artystów. W skład grupy weszli:
- Janusz Bogucki (Galeria Współczesna, Warszawa),
- Wiesław Borowski (Galeria Foksal, Warszawa),
- Maciej Gutowski (Kraków),
- Mariusz Hermansdorfer (Muzeum Architektury, Wrocław),
- Bożena Kowalska (Centralne Biuro Wystaw Artystycznych, Warszawa),
- Ireneusz Jan Kamiński (Lublin),
- Jerzy Ludwiński (Wrocław),
- Jerzy Olkiewicz („Kultura”, Warszawa),
- Wojciech Skrodzki („Współczesność” Warszawa),
- Ryszard Stanisławski (Muzeum Sztuki, Łódź),
- Andrzej Turowski (Muzeum Narodowe, Poznań),
- Aleksander Wojciechowski (Państwowy Instytut Sztuki, Warszawa)[45].

### Artystki i artyści
Do udziału w sympozjum zaproszone zostały osoby wybrane przez grono krytyków i teoretyków, będących czołowymi przedstawicielami sztuki awangardowej końca lat 60., z których niektóre zaproponowały uczestnictwo współpracowniczek i współpracowników bądź też zespołów projektowych. Zgodnie z informacją podaną w katalogu wystawy, do udziału zaproszono „39 artystów plastyków z całego kraju”, a skład grupy został ustalony na podstawie ankiety, w której udział wzięło dwunastu znanych polskich krytyków. Redaktorzy katalogu monograficznego podkreślają, że biorący udział w sympozjum artyści i artystki stanowili grono elitarne: „to także późniejsi laureaci państwowych i międzynarodowych nagród, uczestnicy ważnych imprez artystycznych w kraju i zagranicą”.
W opublikowanym w katalogu sympozjum tekście Od I-go pleneru koszalińskiego do spotkania „Wrocław 70" Janusz Bogucki zauważa, że w ogólnopolskich plenerach artystycznych, szczególnie plenerach koszalińskich, udział bierze określone grono twórców i grupę tę określił mianem „zmiennej ogólnopolskiej konstelacji międzyśrodowiskowej”. Jak Bogucki podsumował listę osób uczestniczących we wrocławskim sympozjum, w nawiązaniu do wcześniejszych tego rodzaju imprez w kraju: „Zespół ten – reprezentujący tak jak w poprzednich przypadkach żywotniejsze ośrodki plastyki nowatorskiej – liczył 40 osób, w tym 11 z Wrocławia, reszta z Warszawy, Krakowa, Łodzi, Lublina, Koszalina, Poznania, Zielonej Góry i Zakopanego”.
Makarewicz wspomina o trudnościach w pozyskaniu wytypowanych przez krytykę osób – na przeszkodzie stać miały wzajemne animozje oraz nieufność wobec oficjalnego charakteru wydarzenia, jednak zagwarantowano wszystkim wolność wypowiedzi oraz wynegocjowano zawieszenie konfliktów osobistych.
W toku dyskusji nad regulaminem sympozjum ustalono, że każda z zaproszonych osób może powołać zespół „ze względu na konieczność technicznych i architektonicznych opracowań towarzyszących” – w praktyce oznaczało to możliwość doproszenia przez twórców osób wg klucza własnych preferencji, niezależnie od ankiet krytyków. Możliwość ta została szczególnie wykorzystana przez Mariana Bogusza, który – wspierany przez krytyka Jerzego Olkiewicza – powołał liczne grono osób mających zaprojektować propozycje dla osiedla Celina, co spotkało się z wieloma zastrzeżeniami. Jak określił to Makarewicz: Bogusz „sformował niemalże drugie, mniejsze sympozjum obok ustalonego składu uczestników”.
Niektóre osoby brały udział w różnych rolach: Anna Szpakowska-Kujawska zaproponowała swoje projekty indywidualne oraz weszła w skład zespołu Mariana Bogusza, Zbigniew Makarewicz był zarówno zaproszonym gościem, jak i współpracownikiem Barbary Kozłowskiej, a Ernest Niemczyk był zarówno członkiem zespołu Kozłowskiej, jak i współpracownikiem Z. Makarewicza.
Bogucki podkreślał, że osoby te pracowały w sposób idealistyczny, za wykonywanie w ciągu miesiąca projekty i modele nie pobierając żadnego honorarium, a redaktorzy katalogu zaznaczyli, że wszystkie propozycje zostały przekazane przez autorki i autorów w darze dla miasta Wrocławia.

#### Lista zaproszonych osób wraz z zespołami
- Bogusław Balicki
- Jerzy Bereś
- Marian Bogusz oraz Andrzej Bartyński, Krzysztof Coriolan, Michał Diament, Jan Dobkowski, Zygfryd Dudzik, Henryk Gała, Igor Neubauer, Roman Nyga, Jerzy Olkiewicz, Zdzisław Stanek, Anna Szpakowska-Kujawska, Jerzy Zieliński
- Włodzimierz Borowski
- Jan Chwałczyk oraz Zbigniew Kordylewski (współpraca: inż. Bolesław Sierżan[61])
- Zbigniew Dłubak oraz Natalia Lach-Lachowicz, Andrzej Lachowicz
- Tadeusz Dobosz oraz Józef Burlewicz (współpraca)
- Jerzy Fedorowicz
- Stanisław Fijałkowski (malarz)
- Wanda Gołkowska
- Zbigniew Gostomski
- Oskar Hansen
- Władysław Hasior
- Konrad Jarodzki
- Jerzy Jarnuszkiewicz (nie uczestniczył)
- Zdzisław Jurkiewicz
- Tadeusz Kantor
- Grzegorz Kowalski
- Barbara Kozłowska oraz Zbigniew Makarewicz, Ernest Niemczyk
- Jarosław Kozłowski
- Edward Krasiński
- Gerard Kwiatkowski (nie uczestniczył)
- Zbigniew Makarewicz oraz Ernest Niemczyk (współpraca)
- Adam Marczyński oraz Janusz Orbitowski
- Andrzej Matuszewski
- Alfons Mazurkiewicz
- Maria Michałowska
- Andrzej Pawłowski (nie uczestniczył)
- Ludmiła Popiel
- Jerzy Rosołowicz
- Kajetan Sosnowski
- Henryk Stażewski
- Adam Styka
- Anna Szpakowska-Kujawska
- Ryszard Winiarski oraz Bogumiła Winiarska
- Anastazy B. Wiśniewski
- Andrzej Wojciechowski
- Krystyn Zieliński oraz Andrzej Łobodziański
- Jan Ziemski[45][62].

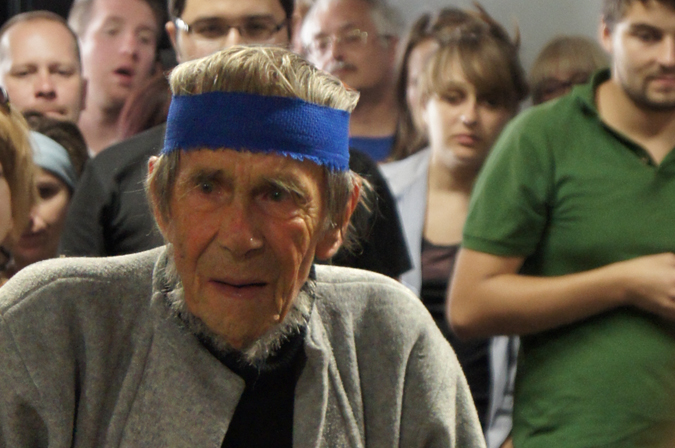
Jerzy Bereś
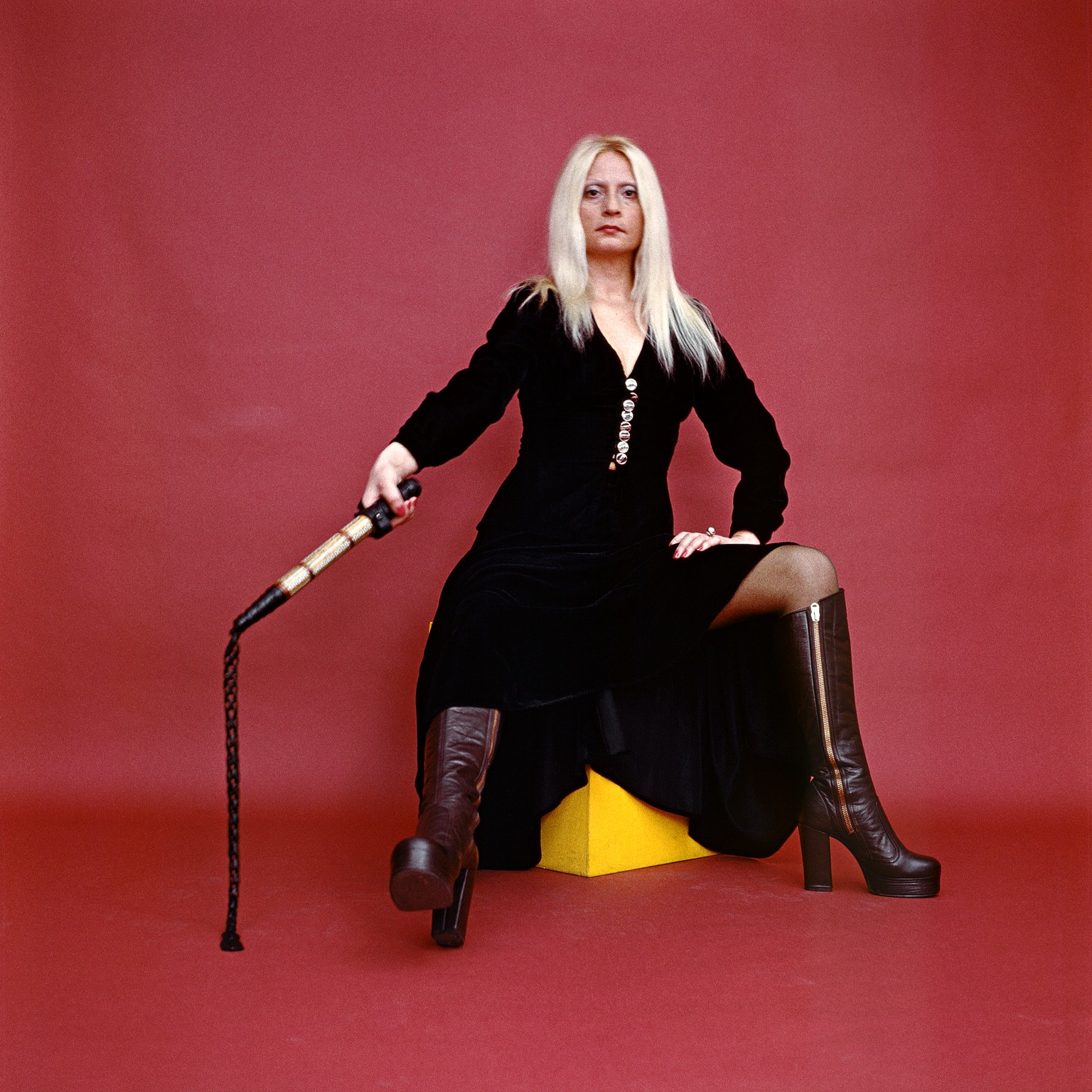
Natalia Lach-Lachowicz
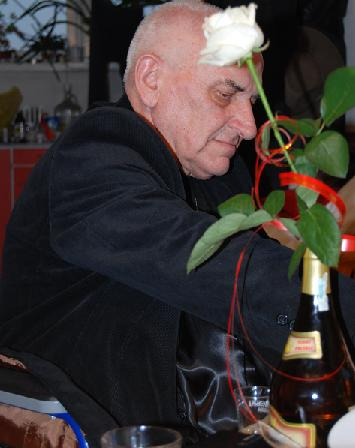
Andrzej Lachowicz
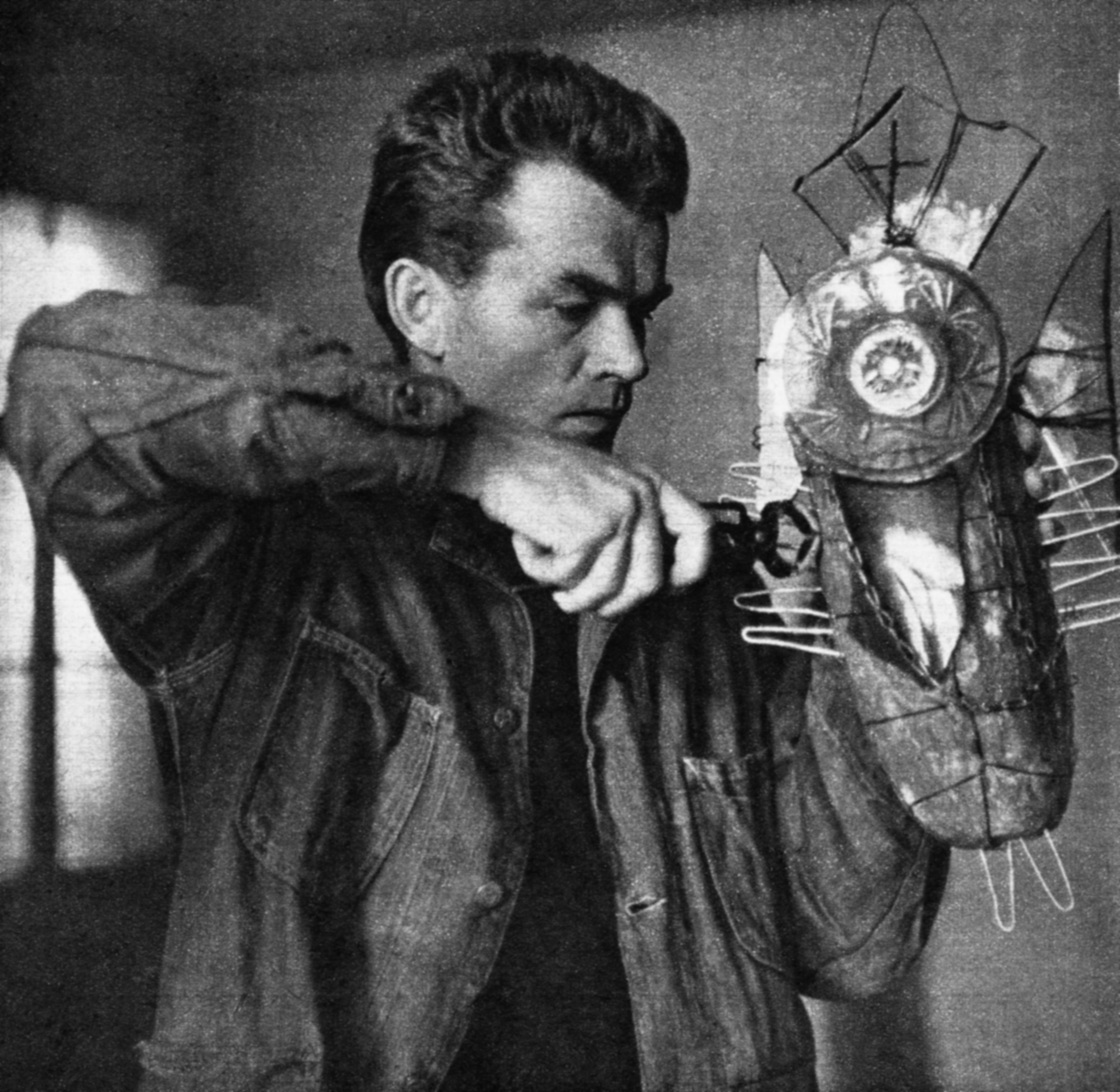
Władysław Hasior
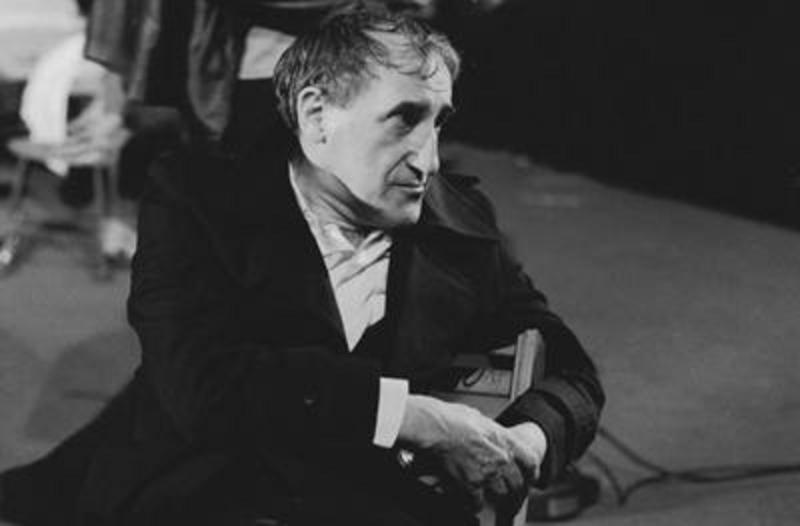
Tadeusz Kantor
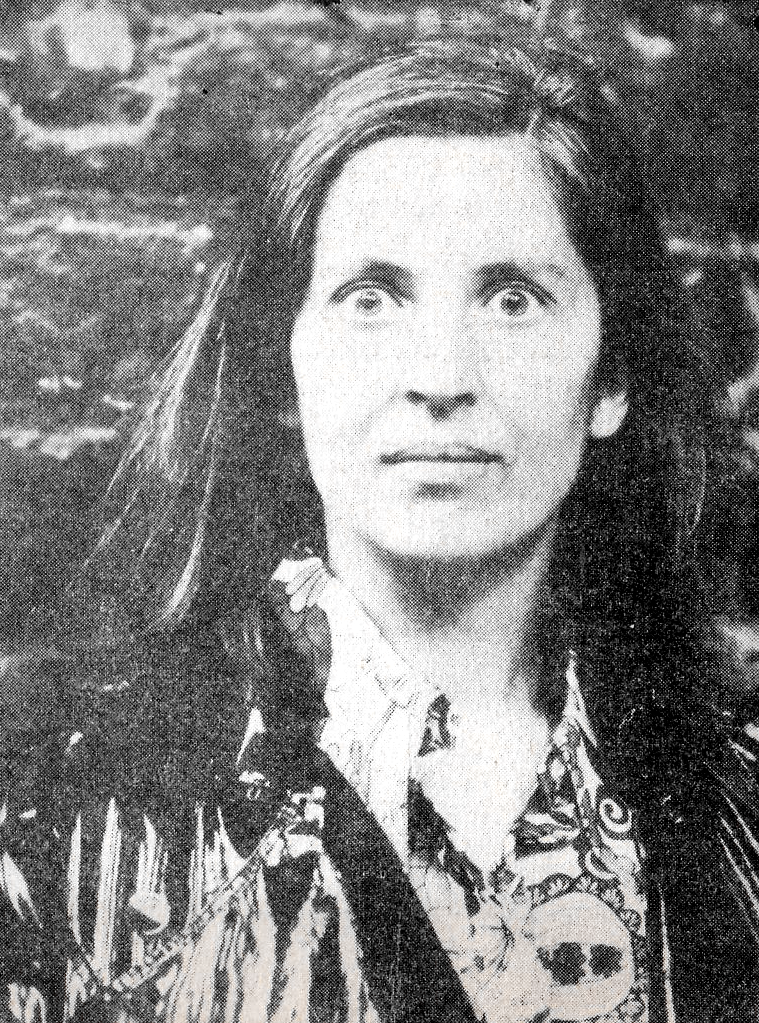
Barbara Kozłowska
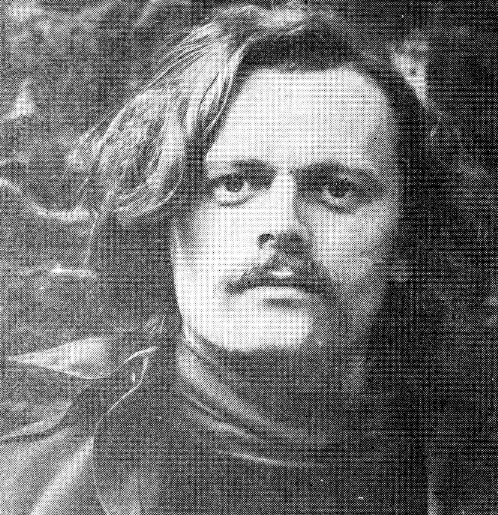
Zbigniew Makarewicz
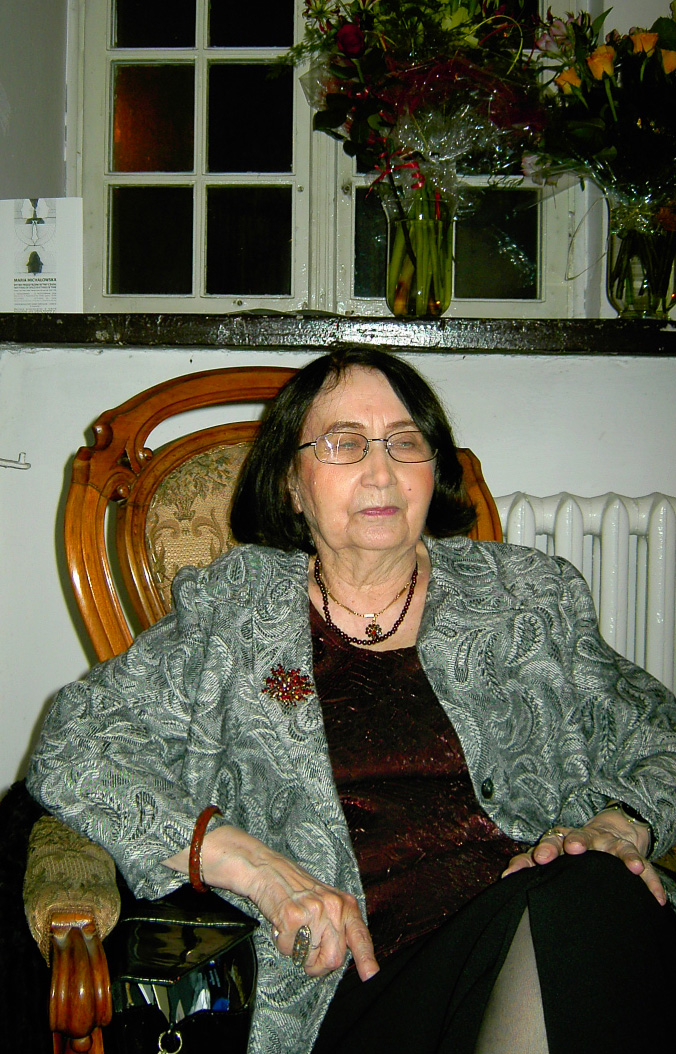
Maria Michałowska
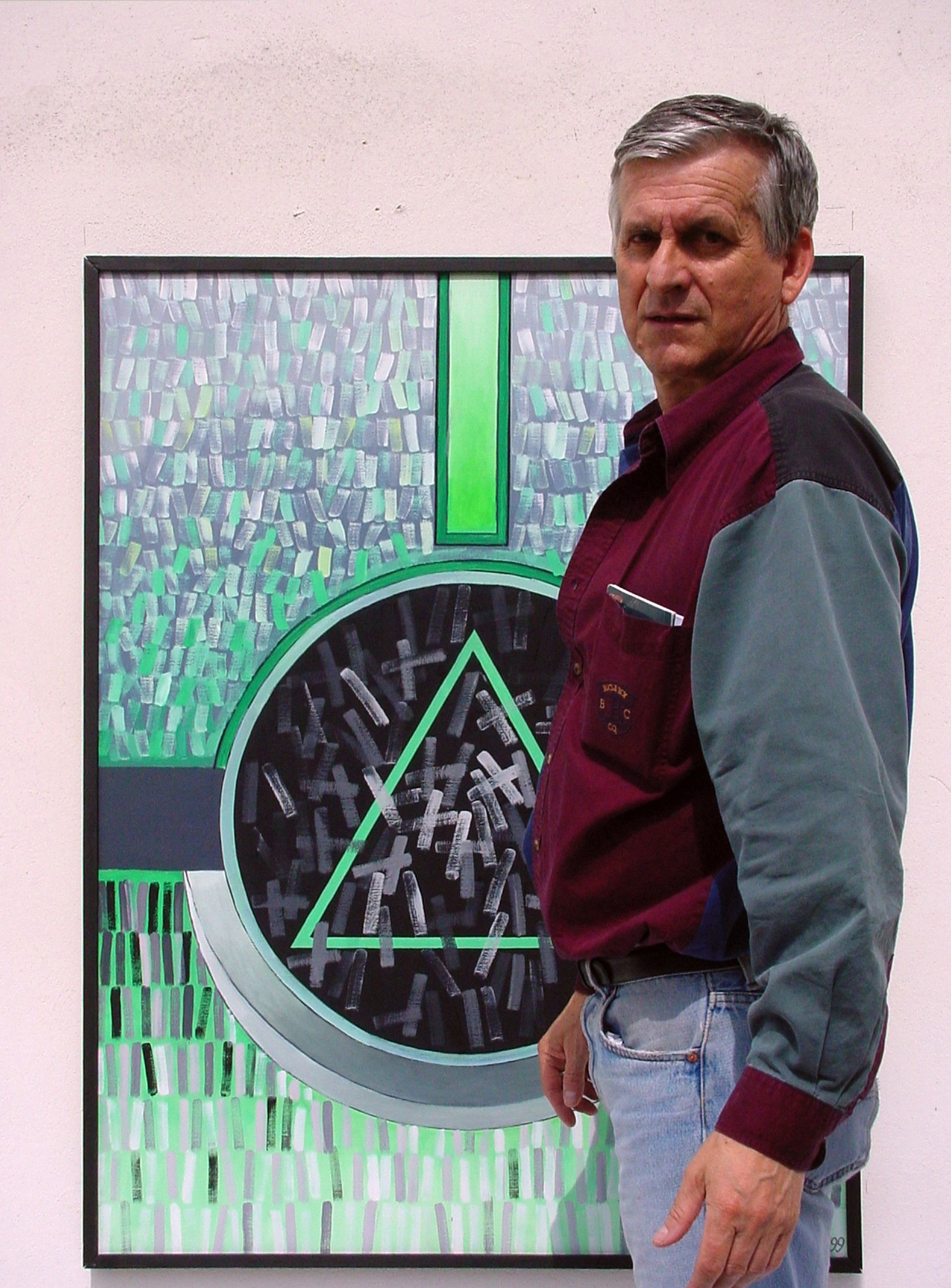
Adam Styka

### Inne zaangażowane osoby
- Redaktor Ryszard Skała otworzył obrady w „Piwnicy Świdnickiej” w imieniu Rady Narodowej miasta Wrocławia i Towarzystwa Miłośników Wrocławia, a następnie moderował przebieg dyskusji nad regulaminem. Obradom przewodniczyli Janusz Bogucki, Oskar Hansen oraz Mieczysław Zdanowicz w imieniu lokalnego środowiska i ZPAP[57].
- Kazimierz Gryglaszewski był wiceprzewodniczącym Rady Narodowej miasta Wrocławia, z którym – przy udziale „wszystkich niezbędnych do podjęcia decyzji funkcjonariuszy miejskiej administracji” – ustalono szczegóły współpracy sympozjum z władzami miasta[57].
- Dr Olgierd Czerner – Dyrektor Muzeum Architektury i Odbudowy, przedstawił osobom uczestniczącym historię miasta oraz perspektywy jego rozwoju[58].
- Podczas trwania Sympozjum dr Władysław Misiak prowadził badania socjologiczne „celem uchwycenia przekształceń kulturowej świadomości wrocławian wobec narastających problemów cywilizacyjnych w wielkim skupisku miejskim”[60], w praktyce będące badaniami recepcji sympozjalnych propozycji[63].
- Michał Diament (uczestnik sympozjum) i Zdzisław Holuka dokumentowali wydarzenie fotograficznie, a ich archiwa stanowiły podstawę do opracowania katalogu[64].
- Antoni Dzieduszycki zrealizował w 1971 r. krótkometrażowy film Sympozjum Plastyczne – Wrocław 70, dokumentujący to wydarzenie dla Telewizji Polskiej[65][66].
- Marię Berny – ówczesną kierowniczkę klubu MPiK, w którym działała Galeria Pod Moną Lisą, Janusz Bogucki określił mianem „energicznej kobiety-społecznicy”, dzięki zapałowi której i współpracy z jednostką Ludowego Wojska Polskiego udało się terminowo wykonać jedyną zrealizowaną na sympozjum pracę – Kompozycję Stażewskiego[61].
- Zrzeszeni w ZSP studenci Politechniki Wrocławskiej, z inicjatywy Towarzystwa Miłośników Wrocławia, w 1972 r. zrealizowali w czynie społecznym Żywy Pomnik ARENA[60][61][67].
- Edward Saliński napisał pod kierunkiem Janusza Boguckiego pracę magisterską w Instytucie Artystyczno-Pedagogicznym Uniwersytetu im. Mikołaja Kopernika w Toruniu[68].

### Udział kobiet
Kobiety stanowiły 5 z 36 (39) zaproszonych osób i 8 z 56 osób tworzących projekty ogółem – w obu przypadkach odsetek feminizacji wynosił 14%. Były to zaproszone przez organizatorów: Wanda Gołkowska, Barbara Kozłowska, Maria Michałowska, Ludmiła Popiel, Anna Szpakowska-Kujawska oraz członkinie zespołów: ponownie A. Szpakowska-Kujawska, a także Natalia Lach-Lachowicz i Bogumiła Winiarska.
Natomiast na 12 zaproszonych krytyków przypadła tylko jedna krytyczka – Bożena Kowalska (8%), a wśród 16 osób zaangażowanych w prace Komitetu Organizacyjnego znalazły się dwie kobiety: Maria Berny i Elżbieta Załuska (12,5%).
Maria Hussakowska zauważa, że dysproporcja ta była rażąca, a głosy kobiet nie tylko nie wybrzmiewają dostatecznie z zachowanych archiwaliów, lecz nie wybrzmiały też z próby krytycznego przeczytania dokumentacji sympozjum w ramach projektu kuratorskiego Otwarte Archiwum / Sympozjum „Wrocław 70” zrealizowanego w 2010 r.

### Spory i konflikty
Jak wspominał Makarewicz: 
Organizowanie Sympozjum nie odbywało się w próżni doskonale oczyszczonej z napięć i konfliktów pomiędzy artystami, nie brakło też urazów i nieufności wobec oficjalnego charakteru przedsięwzięcia. Koncepcja sympozjum musiała się obronić wobec merytorycznej i personalnej krytyki. Początkiem zgody było przekonanie artystów do gwarancji zupełnej swobody wypowiedzi. 
Realizację sympozjum miało umożliwić „wynegocjowane na ten czas zawieszenie najróżniejszych wzajemnych zastrzeżeń pomiędzy samymi artystami”.
Choć Makarewicz odnotowuje mające prowadzić niemal do zerwania sympozjum „kontrowersje” podczas obu sesji dyskusyjnych, to określa je jednak jako wyłącznie merytoryczne. Tuż po otwarciu obrad Marian Bogusz miał zgłosić zastrzeżenia proceduralne w kwestii zaproszeń oraz współpracy z krytyką. Starcie przeciwstawnych poglądów miało, zdaniem Makarewicza, zaowocować ostatecznie uchwaleniem przez wszystkie uczestniczące osoby wspólnego projektu Centrum Badań Artystycznych.
Po otwarciu wystawy w marcu 1970 Zarząd Główny ZPAP miał podjąć bezskuteczną interwencję przeciwko sympozjum – „Specjalna komisja wysłana w tym celu do Wrocławia usiłowała wymusić na organizatorach uznanie nadrzędnych kompetencji Zarządu Głównego Sekcji Rzeźby [ZPAP]”.

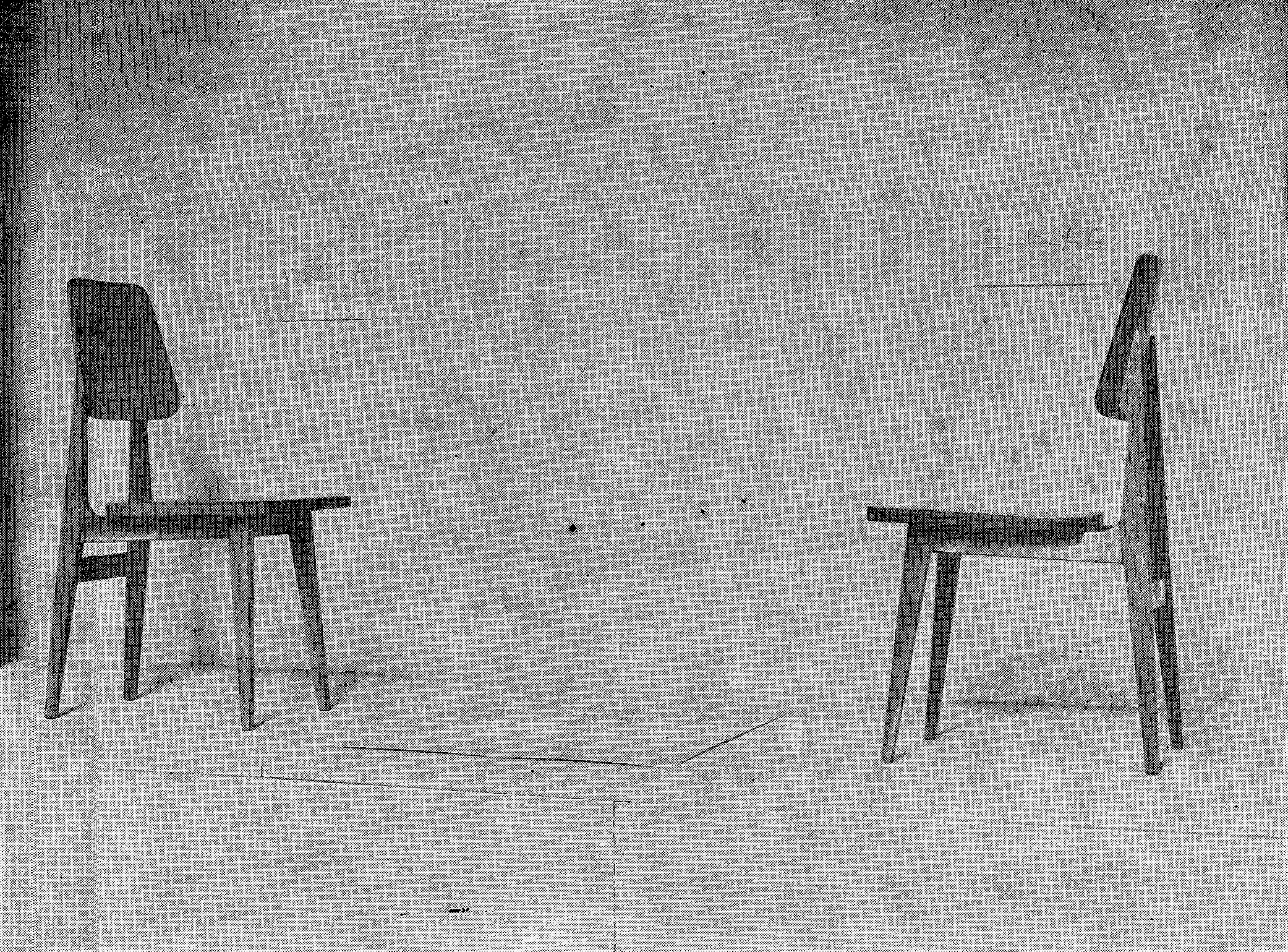
Włodzimierz Borowski, Dialog (projekt), 1970.

W opublikowanym w katalogu sympozjum tekście Od I-go pleneru koszalińskiego do spotkania „Wrocław 70" Janusz Bogucki odnotował konflikt wywołany przez Tadeusza Kantora, będący powtórzeniem podobnej sytuacji z I Sympozjum Artystów i Naukowców w Puławach w 1966 r. Kantor miał na początku debat podjąć „atak na tendencję ujawniającą się w powierzchownej – jego zdaniem – użytkowej eksploatacji rewolucyjnych ongiś doświadczeń konstruktywizmu”. Bogucki zauważa jednak, że poza aspektem merytorycznym wypowiedzi Kantora rolę odegrał również jego arogancki i roszczeniowy styl wypowiedzi: „dramatyczno-bulwersujący sposób bycia i mówienia wywołał reakcję dosyć ostrą ze strony uczestników zebrania czujących się w jakiejś mierze spadkobiercami konstruktywizmu”. Kajetan Sosnowski miał nazwać Kantora „Wielkim Komiwojażerem Sztuki Światowej”, a Oskar Hansen wytykał ślepe zapatrzenie w sztukę zachodnioeuropejską, na co Kantor („znakomity reżyser własnych wystąpień”) z pasją odpowiedział repliką. Z konfliktem tym wiązała się także zbieżność propozycji Kantora i Włodzimierza Borowskiego.

### Inne
Włodzimierz Borowski wyraził życzenie obejrzenia Wrocławia z lotu ptaka, a prowadzący obrady red. Skała „przyjął ten wniosek bez drgnienia powieki i następnego dnia rano Włodzimierz Borowski i inni entuzjaści, chcąc nie chcąc, po niezupełnie przespanej nocy, odbywali loty nad Wrocławiem samolotami Aeroklubu”, jak wspomina Makarewicz.
W kontekście fiaska CBA Bogucki określił Ludwińskiego i Makarewicza mianem „ludzi bardzo uzdolnionych do pracy koncepcyjnej i działalności inspirującej, a mniej do powszedniej, wykonawczej roboty”.

## Projekty

### Zrealizowane podczas Sympozjum

Henryk Stażewski, Kompozycja pionowa nieograniczona, Wrocław, 9 maja 1970. Fot. Michał Diament

#### Kompozycja pionowa nieograniczona / 9 strumieni koloru na niebieHenryka Stażewskiego1969/1970/2008
Henryk Stażewski, malarz i twórca abstrakcji geometrycznych w ramach sympozjum opracował w styczniu 1969 r. projekt, który zrealizował 9 maja 1970 – praca nosiła tytuł Kompozycja pionowa nieograniczona (lub zamiennie: 9 strumieni koloru na niebie). Było to jedyne dzieło przedstawione w ramach sympozjum w zaplanowanym terminie. W przygotowanie jego prezentacji były zaangażowane Wojska Ochrony Powietrznej. Inicjatywę wsparła Maria Berny, kierowniczka Klubu MPiK. Pokaz kompozycji zbudowanej z pasów światła odbył się, zgodnie z propozycją władz miasta, na placu Społecznym we Wrocławiu, który powstał po wyburzeniu pozostałości kamienic zniszczonych podczas II wojny światowej. W czasie trwania widowiska (które odbyło się w tym samym dniu co obchody 25. rocznicy zakończenia wojny) na placu ustawiono 9 reflektorów w dwóch rzędach przecinających się pod kątem prostym. W pierwszym z nich artysta umieścił kolory: niebieski, zielony, żółty, czerwony, w drugim: pomarańczowy, czerwony, fioletowy, niebieski. Pasma światła nachodziły na siebie, nawiązując do kolejności barw powstających przy rozszczepieniu światła białego w pryzmacie. Wiązki światła były widoczne z sąsiednich miast, rozmywały się kilka kilometrów nad ziemią.
Praca ta, uwieczniona na zdjęciu Jana Bortkiewicza, znalazła się na okładce majowego numeru „Fotografii” z 1974 r.
W 2008 roku przedsięwzięcie powtórzono w Warszawie.

#### Wieża radościAndrzeja Wojciechowskiego i Mieczysława Zdanowicza, 1970, Wrocław
Wieża radości to efemeryczna instalacja artystyczna zrealizowana na pl. Dzierżyńskiego we Wrocławiu przez Andrzeja Wojciechowskiego i Mieczysława Zdanowicza 23 lipca 1970 r., przy współudziale osób mieszkających w mieście. Projekt wieży został wstępnie opracowany przez Wojciechowskiego i przedstawiony podczas Sympozjum jako Cokół samowystarczalny. Artysta pisał o nim:
Forma jest obrazem porządku i złotego podziału. Wymiary każdej części formy są wzajemnie zależne. Każda z części jest podobna do poprzedniej. Każdy z wymiarów części formy jest wynikiem wymiarów części poprzedniej. Powstała forma tworzy w ten sposób sama siebie. [...] Rzeźba powstała przez zrealizowanie wycinka zaprojektowanej formy jest cokołem.

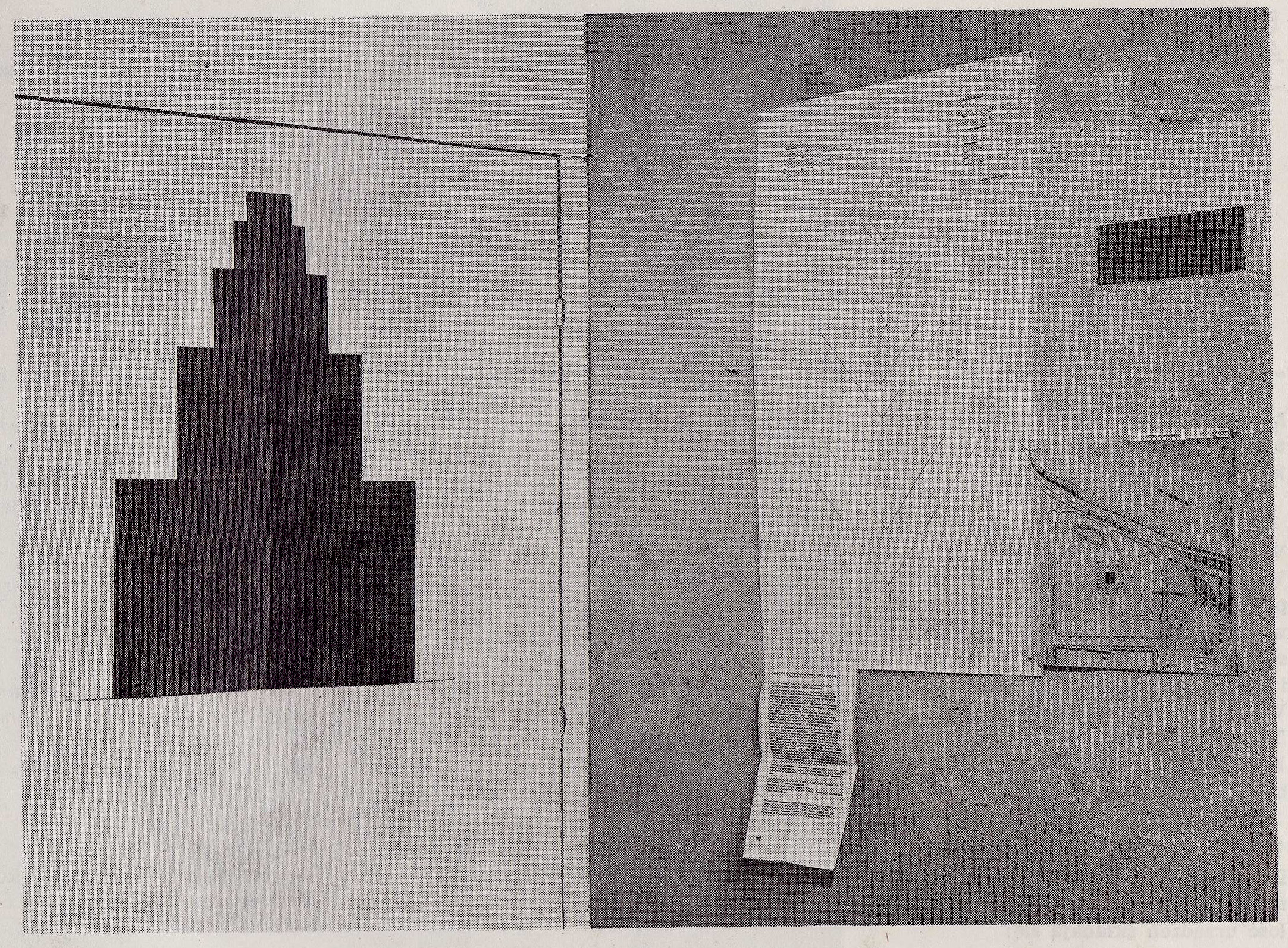
Andrzej Wojciechowski, Cokół samowystarczalny (projekt), 1970.

Praca miała zostać wykonana z betonu pokrytego barwnym tworzywem, cechującym się połyskiem, trwałością i wytrzymałością na warunki atmosferyczne, a planowany kolor to „karmin lub kraplak”. Jak napisał Marian Stępak, ów „cokół pod nieistniejący pomnik” stanowił wręcz „ograniczenie się tylko do banalnego, standardowego cokołu”, co stanowiło rodzaj pęknięcia w twórczości artysty. Dorota Grubba-Thiede zauważa, że artysta przyznał w autokomentarzach, iż:
przyjął tu strategię języka konceptualnego, by niejako przemycić swój pesymizm (wręcz protest) dotyczący idei harmonizowania przestrzeni miejskich, jak również przetransponować we własnym języku koncepcję Modulora Le Corbusiera. Cokół samowystarczalny interpretowano jako aluzję polityczną, jednak artysta w rozmowie z autorką przeprowadzonej we wrześniu 2010 podkreślił: „korzystałem z ogromnej wolności, ale to nie była wolność przeciwko komuś, ale wolność twórczości, myślenia formą.”
Projekt ten został rozwinięty w związku z Wrocławskim Świętem Kwiatów, którego jednym ze współorganizatorów był zaangażowany również w organizację sympozjum Mieczysław Zdanowicz oraz dzięki staraniom Marii Berny. Jak napisał Stępak: „artysta wraz z grupą przyjaciół aranżuje we Wrocławiu wspomnianą już Wieżę radości – efemeryczną konstrukcję, którą budują z kwiatów sami mieszkańcy miasta przy dźwiękach orkiestry dętej”. Ustawiona z pomocą wojska konstrukcja liczyła sobie ok. 12 metrów wysokości i składała się z „ciętych kwiatów upiętych na metalowym stelażu” w formie stożka, który pokryty był siatką maskującą. Grubba-Thiede podkreśliła za Makarewiczem, że praca przybrała formę swobodnej akcji z użyciem dźwigów: konstrukcja była spontanicznie obkładana przez mieszkańców Wrocławia naręczami kwiatów, które stanowiły pozostałość Święta Kwiatów, równoległego do obchodów Narodowego Święta Odrodzenia Polski. Badaczka przytacza też interpretację Huberta Bilewicza, który oceniał tę realizację jako kryptopolityczny „gest ironii wobec pompy państwowego święta” i nazwała tę akcję „ceremonią pożegnania fragmentu miasta przed gruntownym przekształceniem”. Elżbieta Błotnicka-Mazur wskazuje, że Sympozjum nie zostało nigdy oficjalnie zakończone i trwało do końca roku 1970, w związku z czym zalicza Wieżę radości do zrealizowanych prac sympozjalnych i podkreśliła kontrast między oddolną swobodą tej realizacji oraz odgórnym przymusem oficjalnych wydarzeń państwowych. Propozycja powtórzeń tej akcji przy okazji kolejnych edycji Święta Kwiatów nie spotkała się z aprobatą.
Jak napisał Jerzy Ludwiński:
Pod koniec lat siedemdziesiątych zawrzał we Wrocławiu tygiel koncepcji, poglądów, postaw, często ze sobą sprzecznych. Na jego zawartość pracowało co najmniej kilkunastu artystów (…). Andrzej Wojciechowski i Mieczysław Zdanowicz zbudowali Wieżę radości, olbrzymią konstrukcję z kwiatów, przyniesionych i dokładanych przez publiczność.
Ludwiński zestawił następnie tę pracę z wieżą Simona Rodii, budowaną przez niego w znajdującym się na przedmieściach Los Angeles Watts, którą jednak Andrzej Wojciechowski poznał dopiero później. Stępak natomiast porównuje Wieżę radości z pracami Jeffa Koonsa i ocenia dzieło Andrzeja Wojciechowskiego i Mieczysława Zdanowicza jako bardziej „uniwersalne pod względem formy plastycznej”. Natomiast badaczki Ośrodka Badań Sztuki Partycypacyjnej i Dizajnu Partycypacyjnego, Agnieszka Wołodźko i Inês Cavaco, wskazują, że Wieża radości była prekursorska względem sztuki partycypacyjnej powstającej od lat 90.

### Zrealizowane po sympozjum

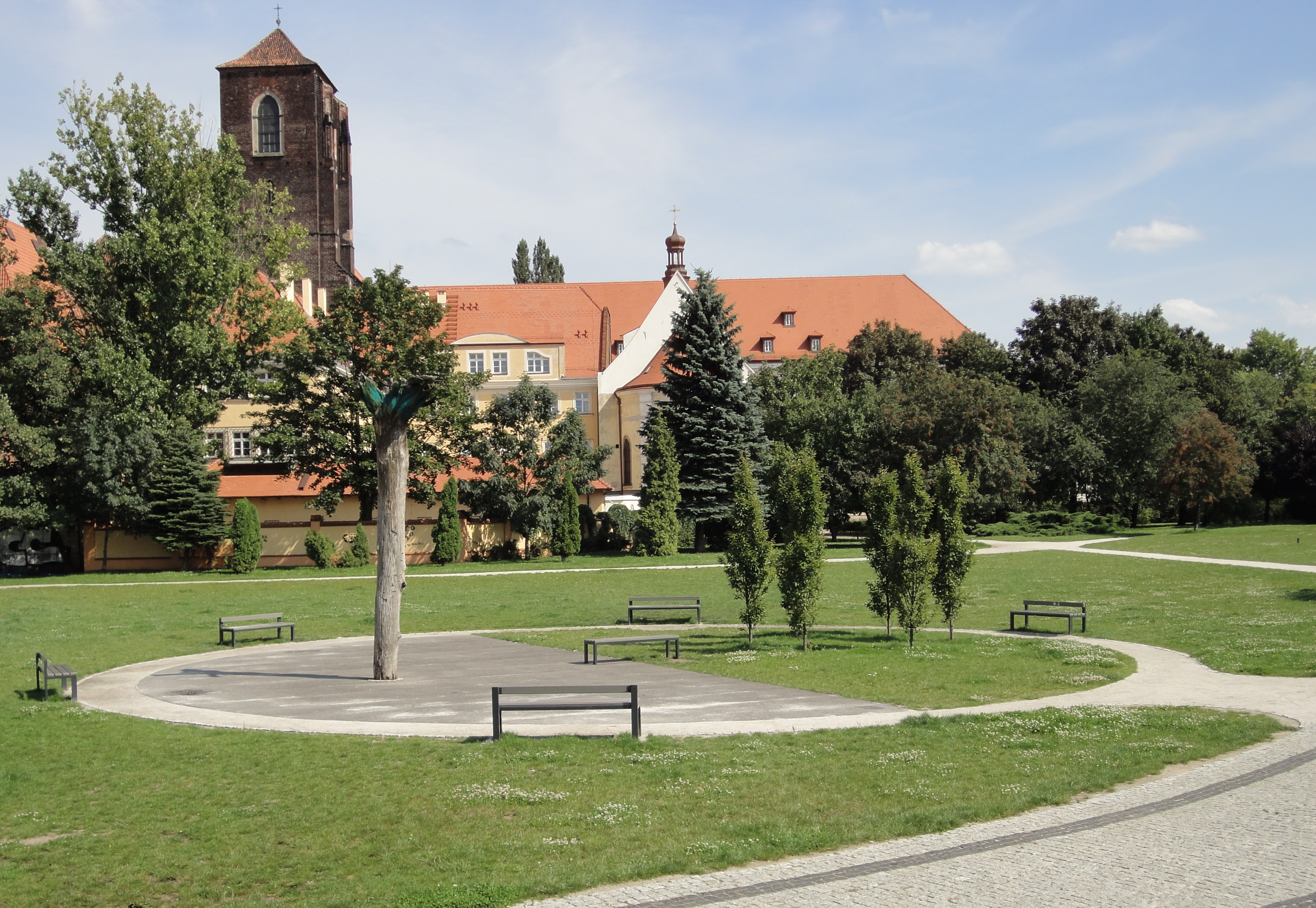
Jerzy Bereś, Żywy Pomnik „Arena”, 2970/2010, Wyspa Piasek we Wrocławiu, 2011

#### Żywy pomnik „Arena”Jerzego Beresia, 1970/1972–1983/2010, Wrocław
Koncepcję opracował Jerzy Bereś, polski rzeźbiarz i performer. Twórca założył, że jego projekt będzie mógł zostać zrealizowany w dowolnej przestrzeni miasta. Pierwszy raz pomysł zaprezentowano w niepełnej formie w 1972 r. na Wyspie Piasek we Wrocławiu, z okazji V Festiwalu Kultury Studentów Polski Ludowej. W 1983 r. instalacja zniknęła z tej przestrzeni, by powrócić na miejsce w 2010 r. z okazji 40. rocznicy sympozjum. Tym razem dzieło zrealizowano zgodnie z założeniami artysty. W projekcie twórca wyznaczył przestrzeń na planie koła, otoczoną szeregiem ławek. W centrum założenia był pień dębu, odwrócony korzeniami do góry oraz ławka (jedna z jej nóg miała być osadzona w betonie, druga w ziemi). Zgodnie z zaleceniami autora połowa powierzchni okrągłego placu została pokryta betonem, drugą przeznaczono pod uprawę sześciu młodych drzewek tego samego gatunku.
Studenci wrocławskiej Akademii Sztuk Pięknych, za propozycją Beresia, co roku na wiosnę malują korzenie drzewa na zielono.

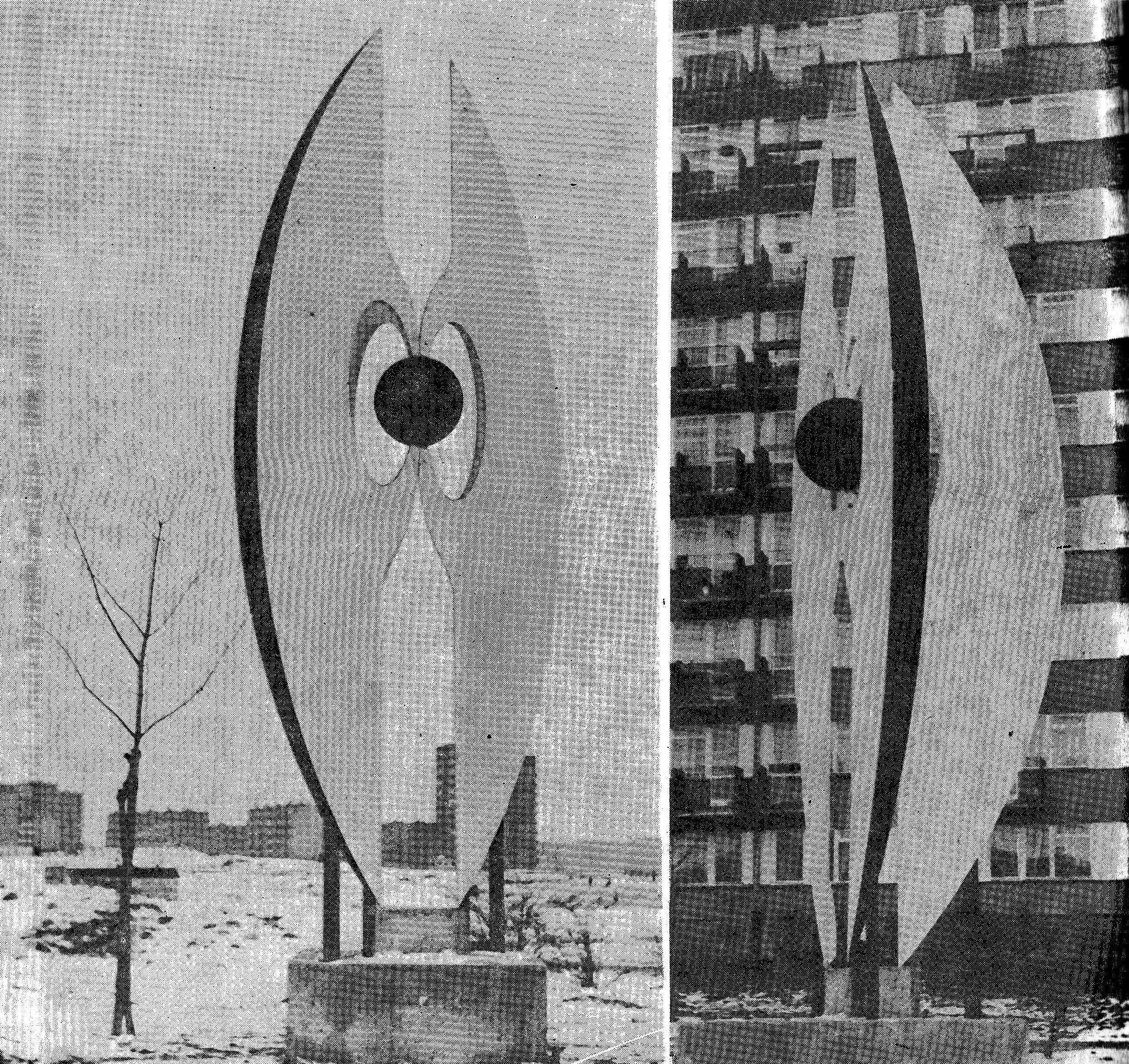
Jan Ziemski, forma przestrzenna, 1970/1978, Lublin. Fot. S. Ciechan lub Z. Zugaj

#### Forma przestrzenna Jana Ziemskiego, 1970/1978,Lublin
Zaprojektowana dla Wrocławia przez Jana Ziemskiego forma przestrzenna miała mieć sześć metrów wysokości i być wykonana z czarnej i białej żywicy epoksydowej (na konstrukcji stalowej). Praca z została ostatecznie zrealizowana wśród zieleni w niewielkim parku wewnątrz os. Sienkiewicza w Lublinie (ul. Juranda 1) w ramach Lubelskich Spotkań Plastycznych w 1978 r. Do jej wykonania posłużono się metalową blachą, a z tworzywa sztucznego zrealizowano jedynie czarną kulę, nazywaną przez mieszkańców Lublina „perłą”, ujętą w trzy białe płaszczyzny. Motyw okręgu został powtórzony w formie czarnych kół, które widoczne były do lat 80. na ścianach szczytowych pobliskich budynków mieszkalnych. Malowidła Ziemskiego pełniły dla trzech 11-kondygnacyjnych wieżowców funkcję identyfikacyjną – każdy z nich miał odpowiednio jedną, dwie albo trzy „kropki”. Murale zostały zakryte podczas termomodernizacji obiektów.
Jak wskazują twórcy projektu To, co zostało – dokumentacja istniejących realizacji Lubelskich Spotkań Plastycznych, "Kompozycja często jest dewastowana przez wandali, którzy nanoszą na nią różnego rodzaju napisy (od tagów po hasła populistyczne)".

#### Usytuowanie krzesła(Krzesło) Tadeusza Kantora, 1970/2011, Wrocław

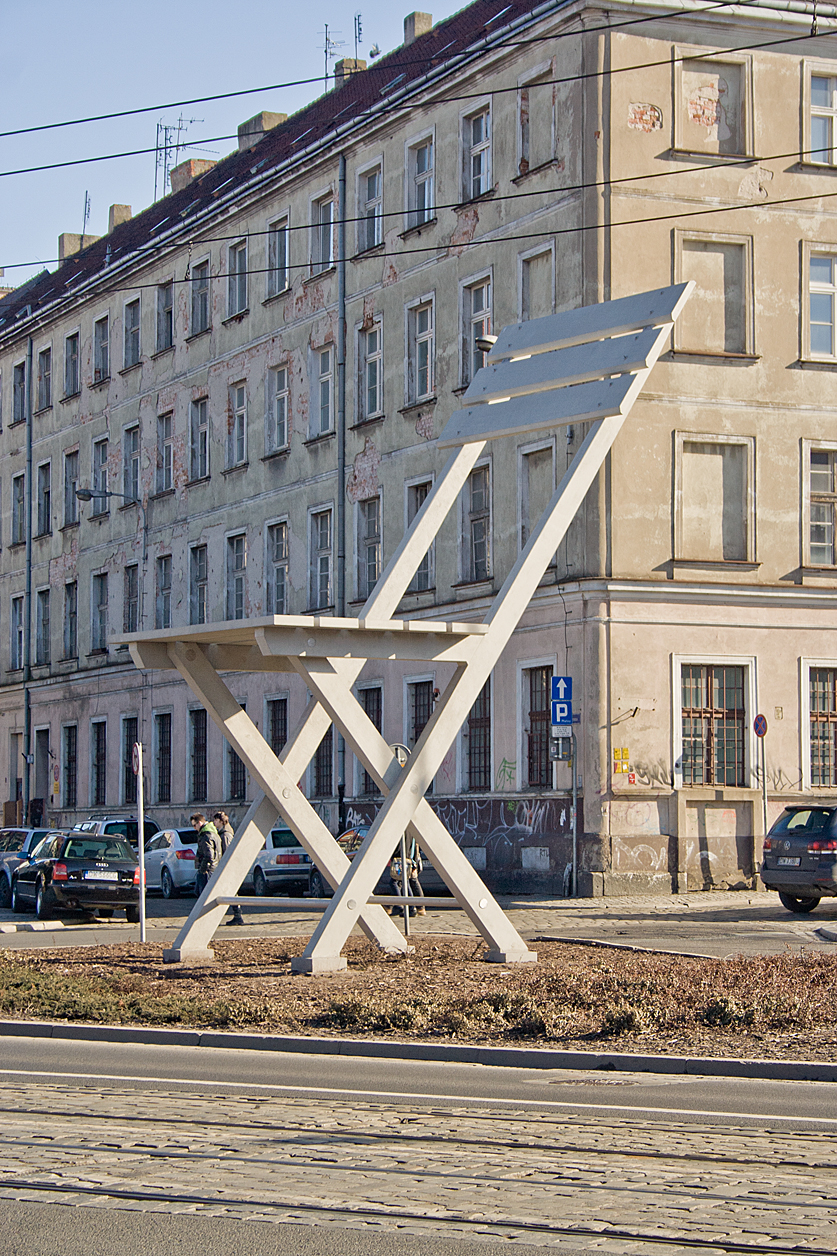
Tadeusz Kantor, Krzesło, 1970, realizacja: 2011, Wrocław

Rzeźba w kształcie krzesła, autorstwa Tadeusza Kantora, malarza, scenografa i reżysera, twórcy krakowskiego teatru Cricot 2, została zrealizowano w 2011 r. na skwerze, u zbiegu ulic Łaziennej, Rzeźniczej i Nowy Świat we Wrocławiu z okazji Europejskiego Kongresu Kultury. Artysta pragnął, by widzowie nie widzieli w obiekcie pomnika, a raczej przedmiot absurdalny i zaskakujący. Warunkiem projektu było takie usytuowanie krzesła, by było ono w „środku życia ruchu”, a nie rzeźbą umieszczoną w reprezentacyjnym miejscu. Oprócz kwestii lokalizacji projektu, artysta zastrzegł iż: krzesło ma być wykonane z betonu, składane i przedstawione w ponadnaturalnej wielkości – ok. 10 m. Krzesło było charakterystycznym elementem twórczości Kantora, wielokrotnie wykorzystywał on ten motyw w swoich dziełach. Inne jego rzeźby w kształcie krzeseł można znaleźć w Oslo, w Galerii Foksal w Warszawie czy w miejscowości Huścisko.

#### Interpretacja przestrzenna poezji strukturalnej Stanisława Dróżdża „Samotność”Barbary Kozłowskiej, 1970/2016, Wrocław

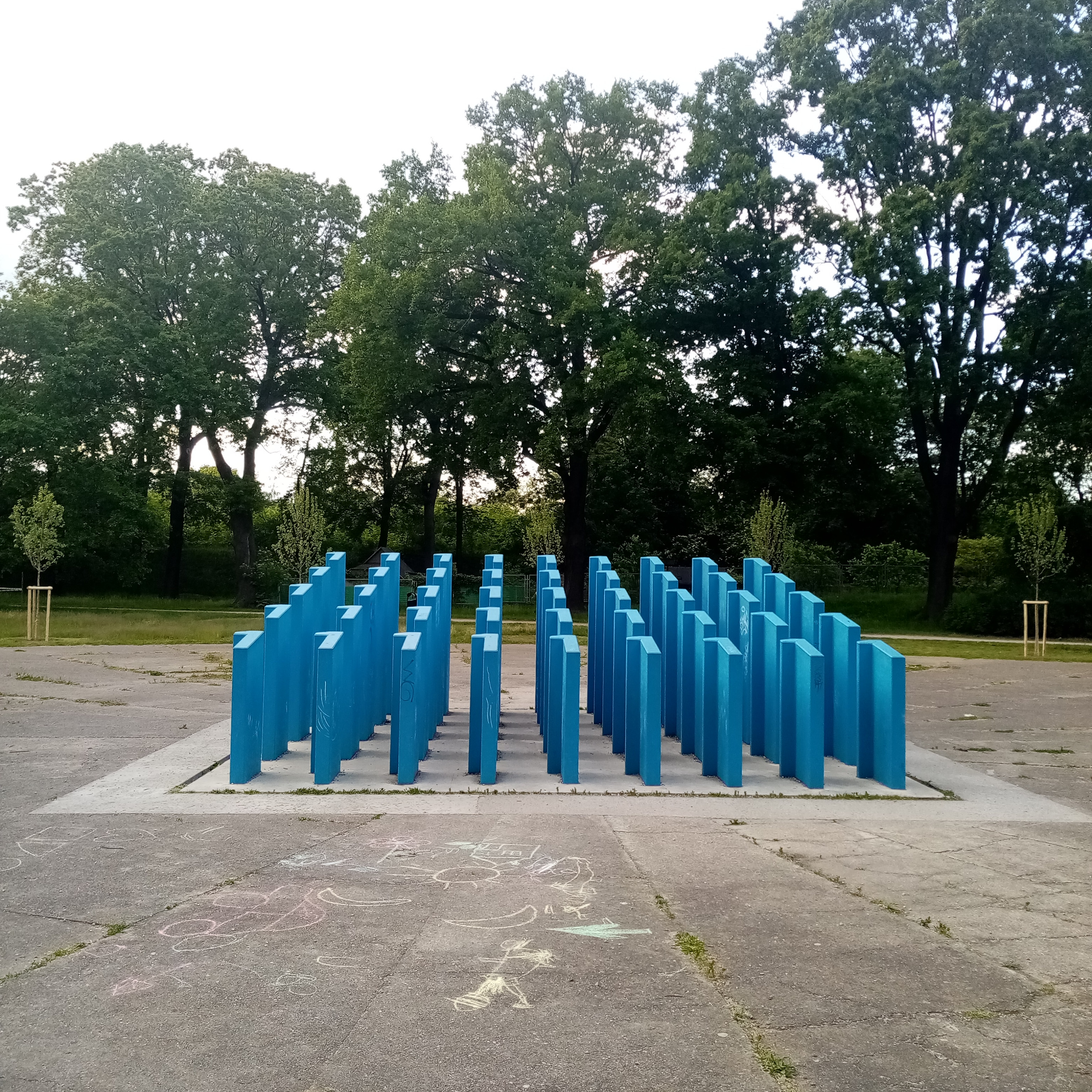
Barbara Kozłowska, Interpretacja przestrzenna poezji strukturalnej Stanisława Dróżdża „Samotność”, 1970/2016, Park Popowicki we Wrocławiu. Fot. Krzysztof Bielaszka, 2020

Barbara Kozłowska, artystka konceptualna, współpracowała ze Stanisławem Dróżdżem przy nadawaniu jego poezji graficznej formy, koncepcje te określała mianem „poezjografii”. Instalacja w Parku Popowickim we Wrocławiu to przestrzenna interpretacja dzieła Dróżdża pt. Samotność (1968 r.). Projekt Kozłowskiej został zrealizowany w ramach działania Stanisław Dróżdż. Ścieżki tekstu Małgorzaty Dawidek przez Fundację Art Transparent w 2016 r., w trakcie obchodów Europejskiej Stolicy Kultury we Wrocławiu. Instalacja składa się z 45 betonowych brył na planie o kształcie cyfry „1” (projekt zakładał również możliwość wykonania ich z metalu), są one barwione na kolor niebieski i ułożone w pięciu rzędach, z których każdy kolejny jest odrobinę wyższy od poprzedniego. Co więcej, pomysł artystki uwzględnił możliwość wejścia widza do wnęrza instalacji – między betonowymi blokami można swobodnie spacerować.

### Projekty niezrealizowane
Oprócz wspomnianych wyżej koncepcji Stażewskiego, Beresia, Kozłowskiej czy Kantora w przestrzeni publicznej Wrocławia nie znajdziemy śladów sympozjum, mimo iż większość projektów powstała z myślą o ich realizacji. Po zakończeniu sympozjum wiele projektów i makiet zostało rozproszonych, niektóre trafiły do rąk prywatnych, inne do różnych instytucji, a część nie przetrwała. Wcielaniu projektów w życie nie sprzyjały związane z nimi koszty, a dodatkowym utrudnieniem był krótki czas ich realizacji. Niektóre koncepcje wychodziły poza regulamin wydarzenia np. przez wzgląd na nietrwałą formę. Sytuacji nie ułatwiała także komunikacja między artystami i przedstawicielami zakładów przemysłowych, w której zabrakło wsparcia instytucjonalno-administracyjnego.
Paweł Polit zwraca uwagę, że nie wszystkie zgłoszone projekty były przeznaczone do realizacji: „niektóre manifestowały postawę polemiczną czy wręcz ironiczną wobec praktyk implantowania «form przestrzennych» w kontekście miejskim”, jak stwierdził, przywołując przy tym projekt Zaczyna się we Wrocławiu. Fragment układu (lub Fragment systemu) Zbigniewa Gostomskiego. Praca ta składała się z kilku plansz przedstawiających m.in. plan Wrocławia, legendę i instrukcję, w myśl której w przestrzeni miasta miały zostać rozmieszczone w równej odległości dwa typy identycznych znaków – płaskie i przestrzenne, wykonane przemysłowo:

Sam artysta pojmował swój projekt w kontekście refleksji teoretycznej nad działaniem koloru w malarstwie. Przestrzeń miasta potraktował jak ogromne płótno bez granic, na którym zestandaryzowane elementy miały uzyskiwać indywidualne jakości w wyniku oddziaływania zmieniających się lokalnych kontekstów.
Jak napisał Gostomski: „Zaczyna się we Wrocławiu / Mogłoby się zacząć gdziekolwiek” i następnie obejmować zasięgiem kolejne obszary. Za pracę tę artysta otrzymał w 1970 nagrodę krytyki artystycznej im. C.K. Norwida.

### Galeria projektów

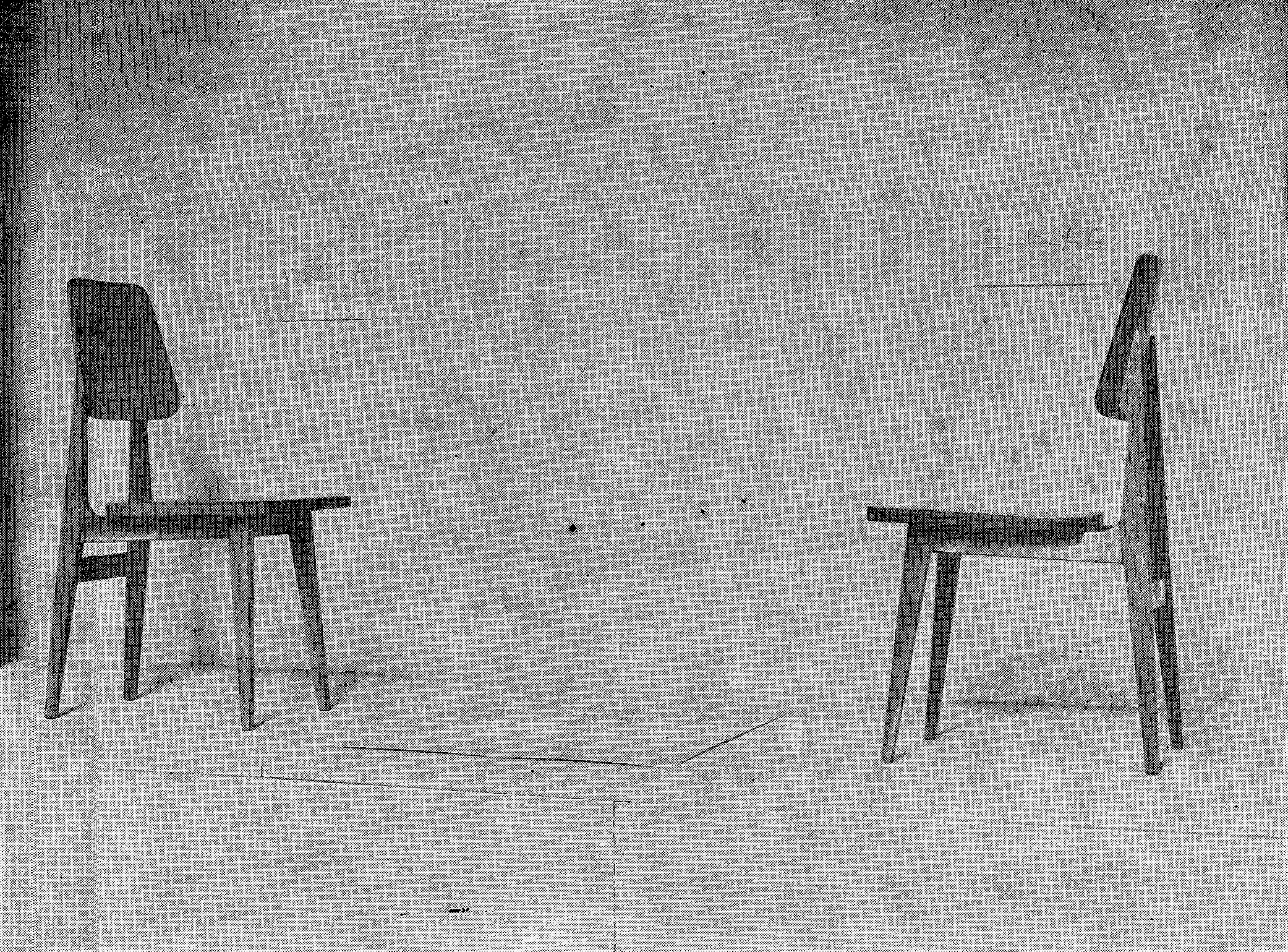
Włodzimierz Borowski, Dialog (projekt), 1970.
Zbigniew Dłubak, Natalia Lach-Lachowicz, Andrzej Lachowicz, Kompendium, 1970, kolekcja MWW
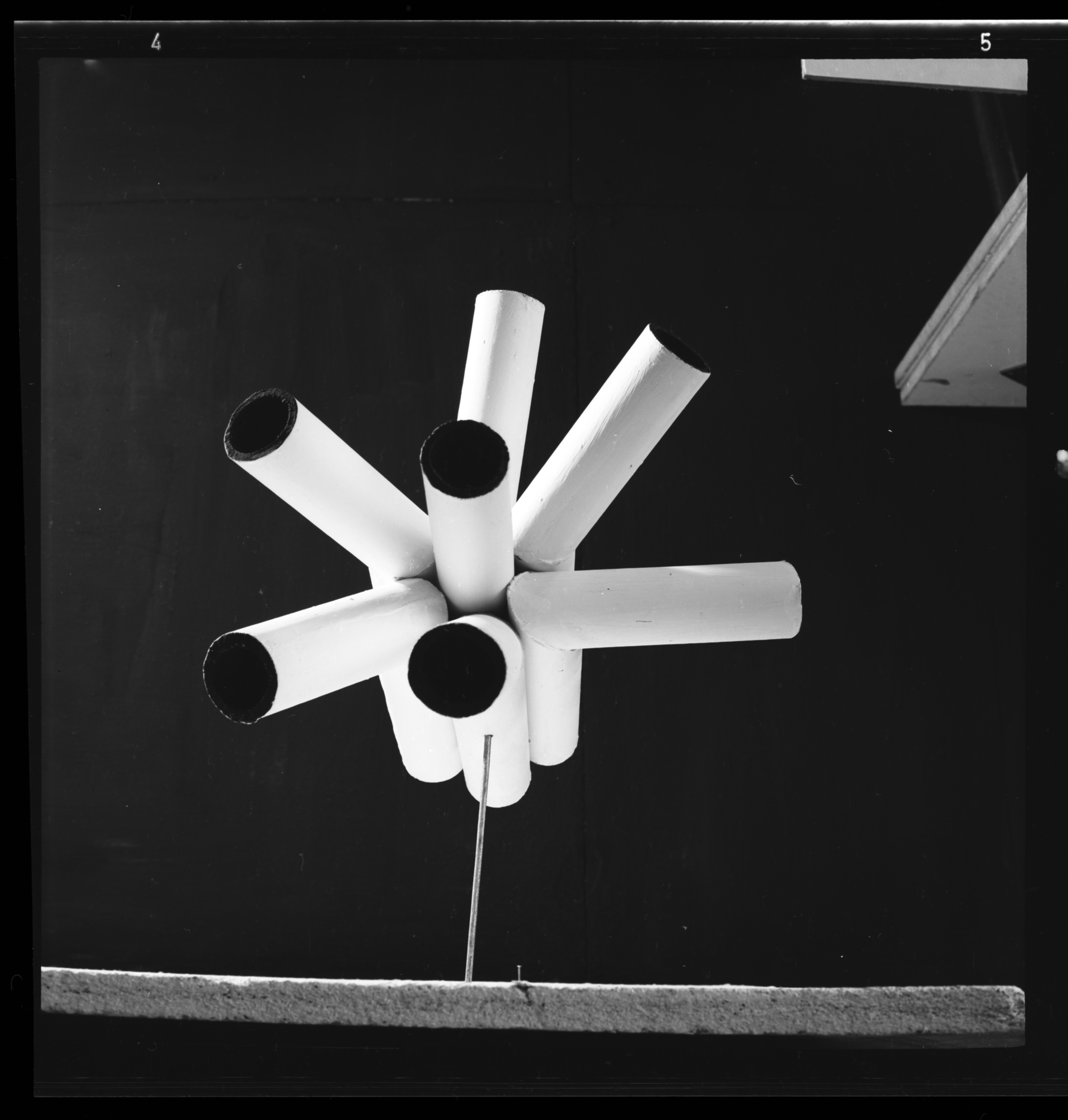
Zbigniew Dłubak, Natalia Lach-Lachowicz, Andrzej Lachowicz, Kompendium, 1970, kolekcja MWW
Zbigniew Dłubak, Natalia Lach-Lachowicz, Andrzej Lachowicz, projekt zespołu form przestrzennych: Peryskop, Kompendium, Zespół lustrzany oraz Ława optyczna, 1970, kolekcja MWW
Zygfryd Dudzik, makieta do projektu zespołu rzeźb: Dwie kule z tworzyw sztucznych ustawione bezpośrednio na ziemi, Rzeźba rąk, Forma z rzeźbą twarzy oraz Rzeźba rąk w kuli, 1970, kolekcja MWW
Wanda Gołkowska, Kompozycja z elementów ruchowych (projekt), 1970, kolekcja MWW
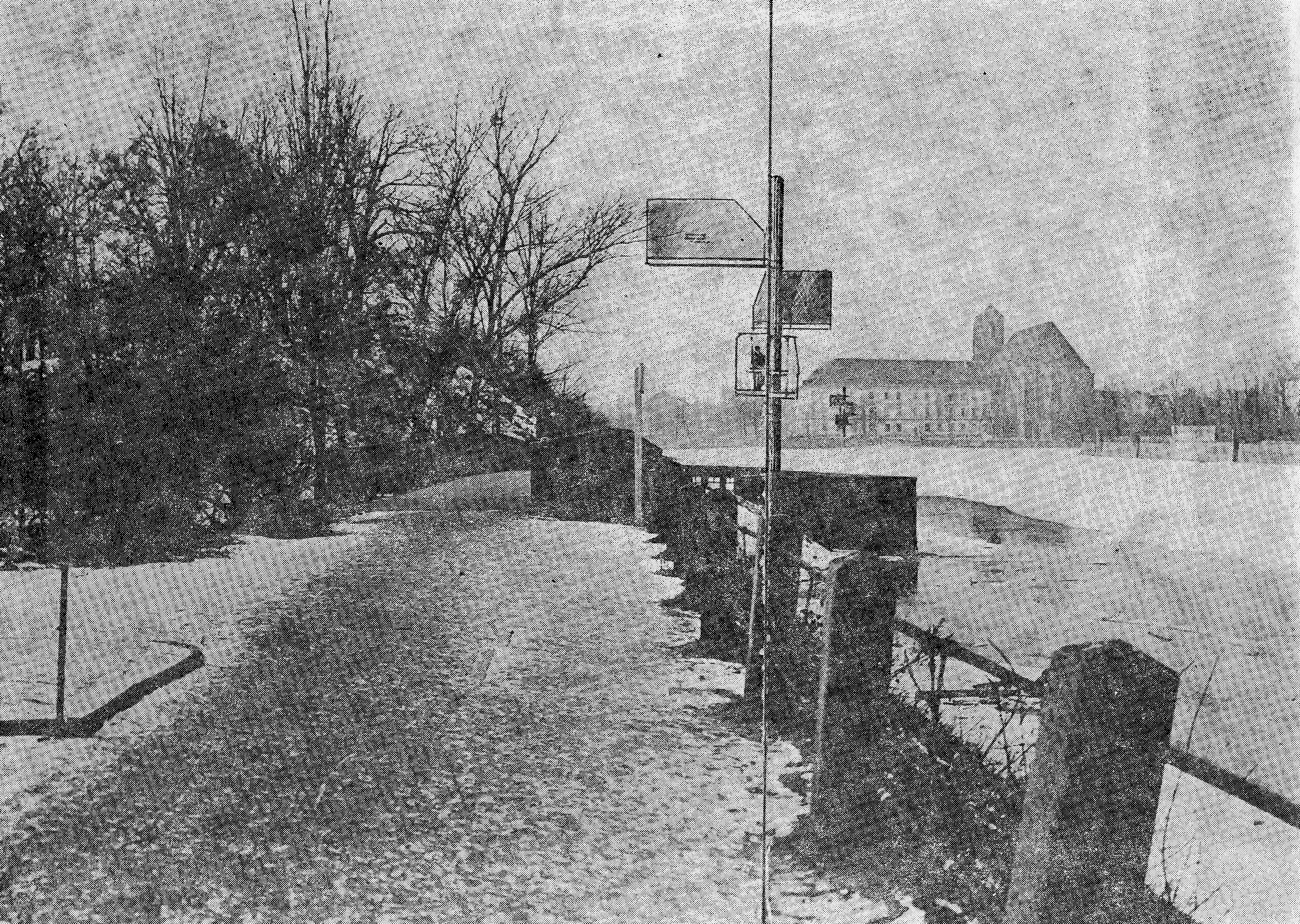
Oskar Hansen, Światowit (projekt), 1970.
Władysław Hasior, Pomnik zwycięstwa żołnierza polskiego (projekt), 1970, kolekcja MWW
Pole percepcji Zdzisław Jurkiewicz (proj. 1970), kolekcja MWW
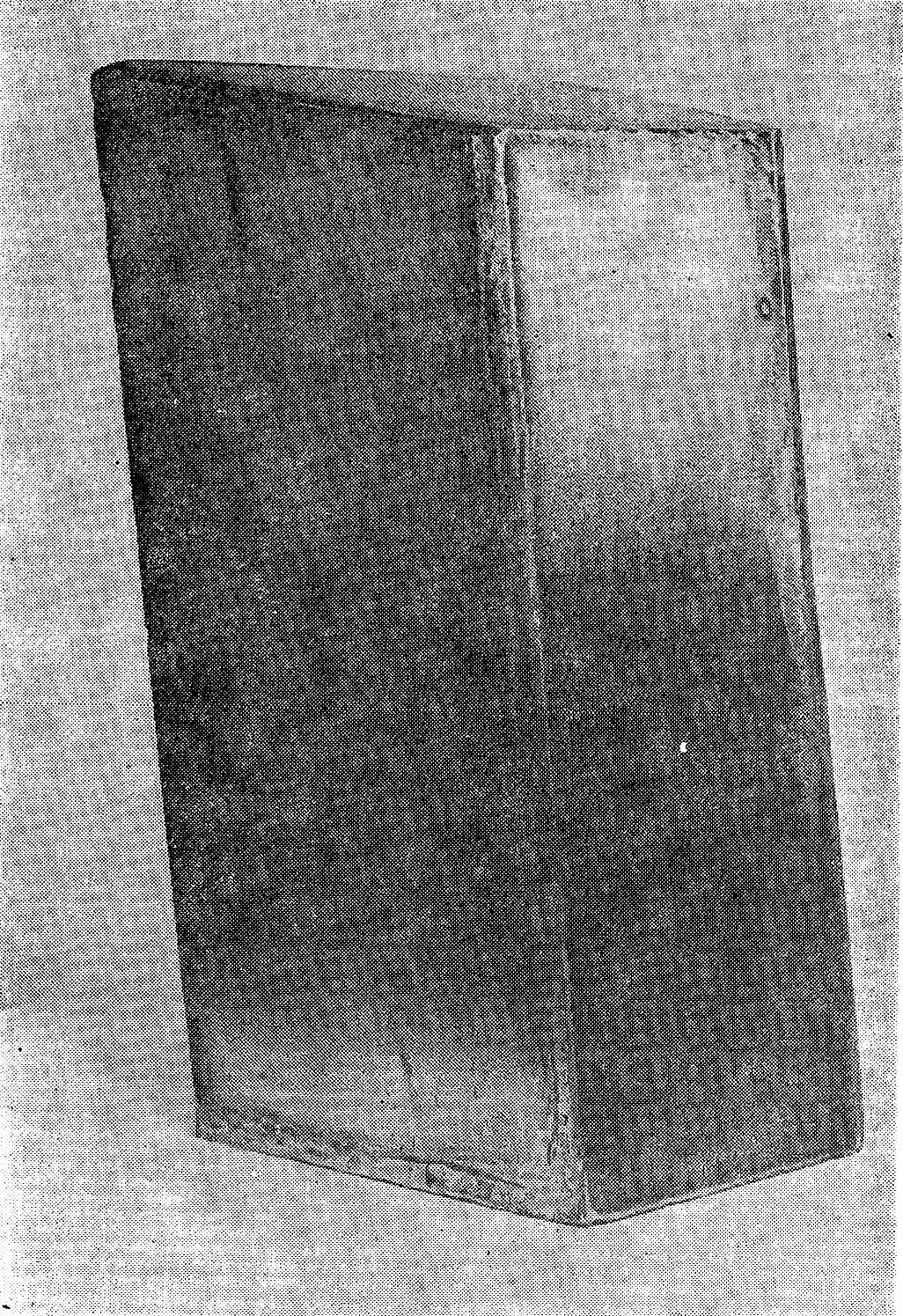
Barbara Kozłowska, model do projektu Trwanie, 1970.
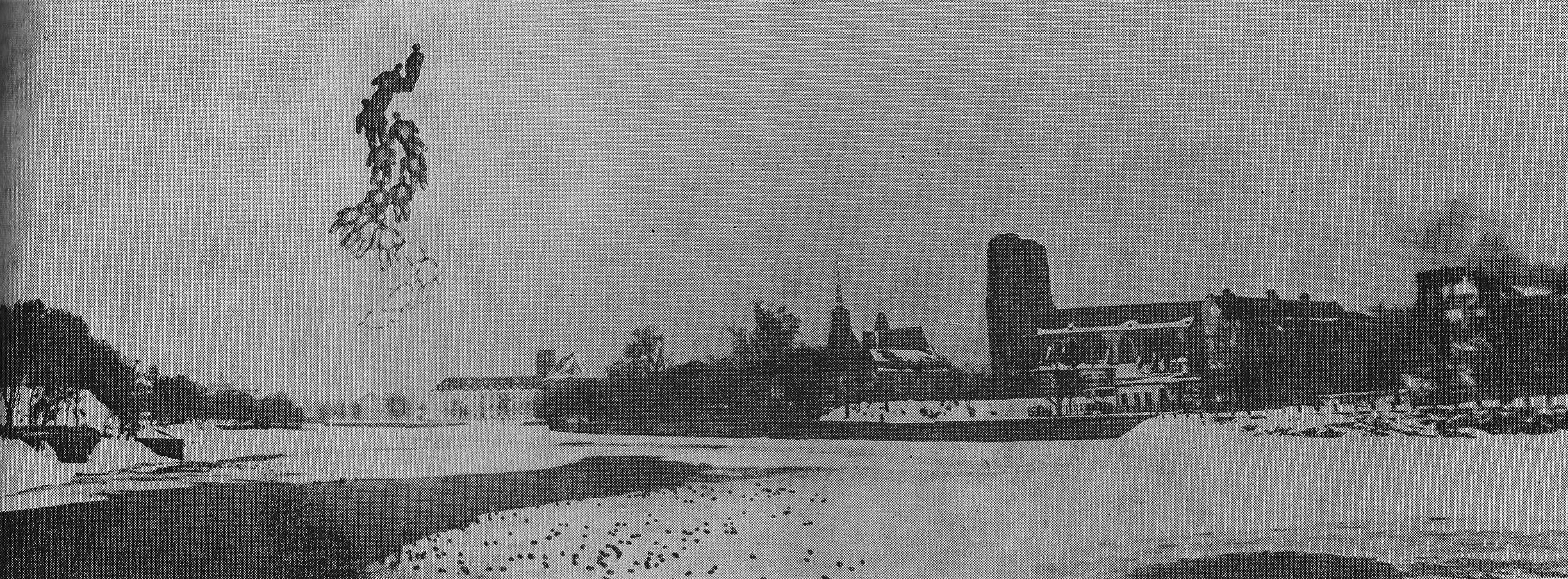
Anna Szpakowska-Kujawska, makieta do projektu Kompozycja przestrzenna – dynamiczna, 1970.
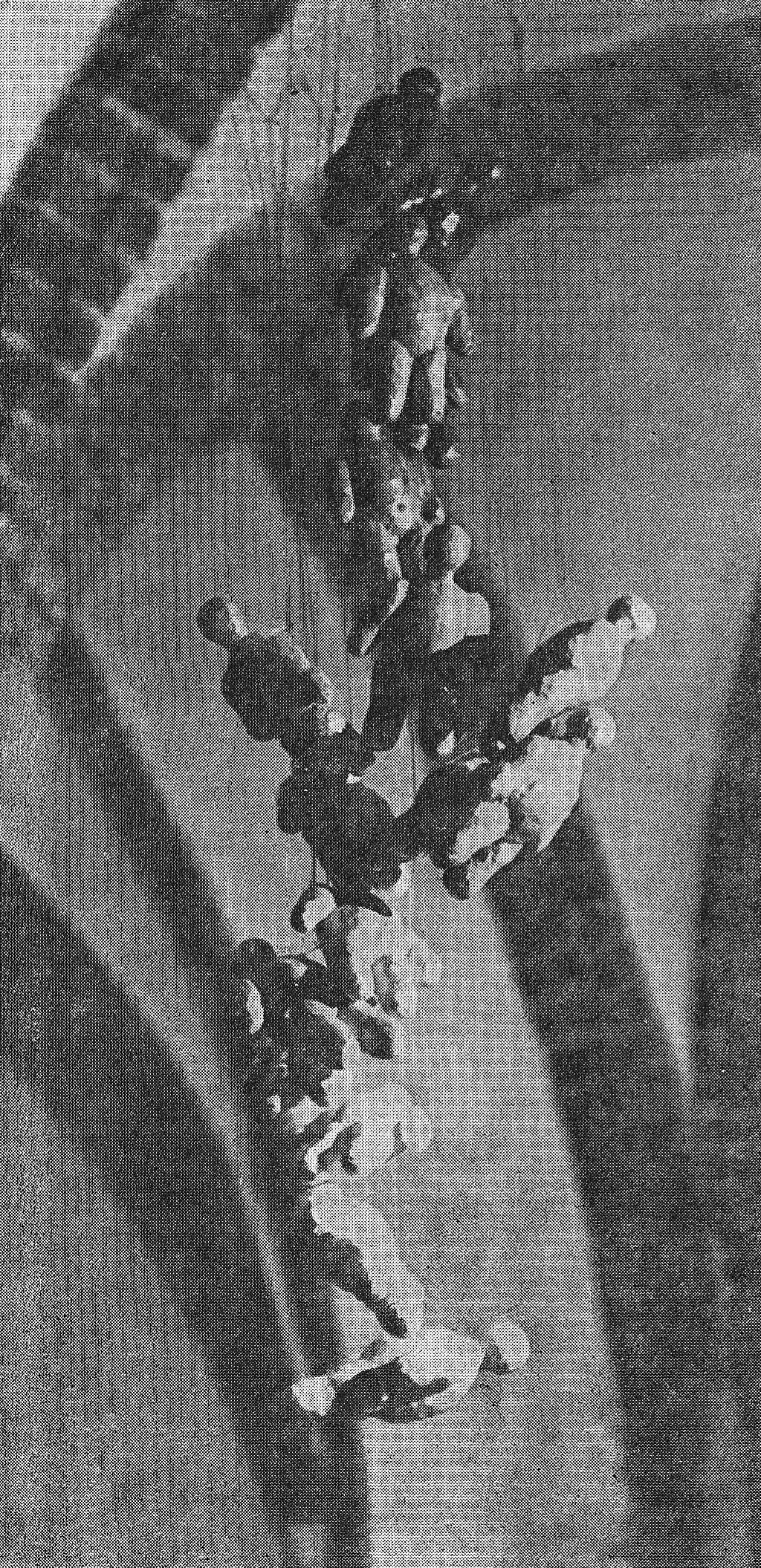
Anna Szpakowska-Kujawska, model do projektu Kompozycja przestrzenna – dynamiczna, 1970.
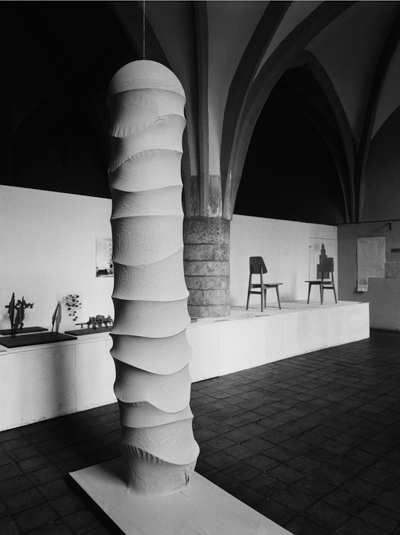
Anastazy Wiśniewski, makieta do projektu Centrum sztuki (pręgierz), 1970, kolekcja MWW
Jarosław Kozłowski, Zwierciadło, kolekcja MWW
Marian Bogusz, współpraca Henryk Gała, Osiedle Celina, kolekcja MWW
Marian Bogusz, Krzysztof Coriolan, Henryk Gała, Osiedle Celina – forma przestrzenna, kolekcja MWW
Oskar Hansen, Światowit, kolekcja MWW
Ryszard Winiarski i Bogumiła Winiarska, Obiekt ukształtowany losowo, kolekcja MWW

## Odwołania i nawiązania

### Działania postsympozjalne

#### FilmWrocław ’70. Sympozjum PlastyczneAntoniego Dzieduszyckiego(1971)
Krótkomentrażowy film dokumentalny na temat sympozjum zrealizowany został przez Antoniego Dzieduszyckiego na zamówienie lokalnej Telewizji Polskiej. Autorem zdjęć jest Romuald Klonowski, dokument trwa nieco ponad 20 minut. Czarno-biały reportaż to unikatowy zapis Sympozjum Plastycznego Wrocław '70: portretuje zarówno ówczesny pejzaż Wrocławia, wystawę w większości niezrealizowanych projektów sympozjalnych pokazywaną w Muzeum Architektury oraz dokumentuje wypowiedzi m.in. Andrzeja Lachowicza, Zbigniewa Dłubaka, Oskara Hansena, Jerzego Beresia, Władysława Hasiora czy Zbigniewa Makarewicza. Film zawiera też „przegląd wybranych propozycji artystycznych występujących – jak określili to autorzy w komentarzu – poza ramy tego co tradycyjnie można uznać za działo sztuki”. Krytyk i kurator sztuki współczesnej Paweł Polit nazwał ten film „rarytasem”.

#### KonferencjaSympozjum Wrocław '70 czterdzieści lat później,Muzeum Architektury we Wrocławiu (2010)
W związku z 40. rocznicą Sympozjum zorganizowano w dn. 26–27 kwietnia 2010 wydarzenia upamiętniające słynny wrocławski zjazd, będące formalnym powtórzeniem tych z 1970. Składały się nań: udostępnienie pełnej rekonstrukcji Żywego pomnika „Arena” Jerzego Beresia (dzięki staraniom Zbigniewa Makarewicza i Wojciecha Stefanika), zamknięte obrady dla uczestników i uczestniczek Sympozjum z 1970 r., konferencja prasowa, otwarte spotkanie i pokaz zdigitalizowanej dokumentacji sympozjum oraz oficjalny komunikat osób uczestniczących w powtórzeniu sympozjum. Wydarzenia miały miejsce w Muzeum Architektury we Wrocławiu i odbyły się pod patronatem władz miasta.
Planowana była kontynuacja założeń historycznego sympozjum – jak wskazywał Paweł Polit, w analogii do struktury organizacyjnej sympozjum Plastycznego Wrocław '70 miałoby powstać kolegium krytyków i artystów, odpowiedzialnych za organizację kolejnego spotkania oraz dążące do opracowania monografii wydarzenia. Podczas konferencji Makarewicz zaproponował także realizację kolejnych sympozjalnych projektów, co zgodnie z relacją Polita miało wzbudzić kontrowersje, przez wzgląd na ich konceptualny charakter, zmianę kontekstu oraz potencjalną wolę nieżyjących artystek i artystów. Ogłoszono jednak decyzję o realizacji Krzesła Tadeusza Kantora, co miało miejsce w roku następnym oraz zamanifestowano w pełni wolę Beresia dot. jego antypomnika:
Teraz, po raz pierwszy zobaczymy koncepcję zrealizowaną w całości: kolisty plac zostanie podzielony na dwie równe części – uschnięte drzewo znajdzie się pośrodku pokrytej asfaltem części północnej, a w obsianej trawą części południowej zostanie zasadzonych sześć młodych drzewek. Na granicy obu części stanie jednoosobowa ławeczka – miejsce odosobnienia i kontemplacji. Zgodnie z projektem, co roku, kiedy młode drzewka zaczną wypuszczać liście, korzenie martwego drzewa będą malowane na zielono.

#### Tzw. „Malowanie drzewa Beresia” (od 2010)
Centralnym elementem Żywego pomnika „Arena” jest wkopany w ziemię koroną w dół pień martwego drzewa, którego korzenie powinny być, zgodnie z życzeniem autora, corocznie malowane. Pierwsze malowanie odbyło się w obecności Jerzego Beresia podczas inauguracji jego antypomnika 26 kwietnia 2010 r. Rytuał ten został następnie podjęty przez studentów, którzy pomalowali „koronę” drzewa na zielono w dn. 1 kwietnia 2011 r. Następnie akcją zaopiekowała się grupa pedagogów związanych z Katedrą Mediacji Sztuki Akademii Sztuk Pięknych im. Eugeniusza Gepperta we Wrocławiu. Jak przytaczają Tomasz Opania, Maria Wrońska i Tomasz Niedziółka:
Jerzy Bereś nie żyje, ale pozostało po nim Dzieło, o które należy zadbać. Jako Mediacja Sztuki, kierunek na ASP we Wrocławiu, chcieliśmy zostać wykonawcami woli Artysty, realizując zapisane w projekcie czynności: „W momencie, gdy młode drzewa będą dostawać liście, korzenie martwego należy pomalować na zielono. Czynność tą należy powtarzać corocznie wiosną”. Poczuwając się do roli spadkobierców idei otrzymaliśmy zgodę i zachętę następców prawnych – Bettiny Bereś i Jerzego Hanuska z dziećmi.
Począwszy od 2013 r. artyści przez kilka lat pozyskiwali środki z Wydziału Malarstwa i Rzeźby i angażowali do akcji osoby studiujące na I roku mediacji sztuki, każdorazowo organizując przy jej okazji wydarzenia towarzyszące: sympozja, wykłady czy spotkania poświęcone pamięci Beresia.
W 2019 r. na prośbę Fundacji im. Marii Pinińskiej-Bereś i Jerzego Beresia z Krakowa opiekę nad akcją przejęła wrocławska Galeria Entropia. Jak mówi Alicja Jodko, kuratorka Entropii, sympozjalny projekt Beresia pomyślany był jako dar dla mieszkańców odradzającego się po wojnie Wrocławia, a korzenie symbolicznego martwego drzewa interpretuje jako koronę wrastającą w nieboskłon. Jej coroczne odmalowywanie nazywa „testamentem Beresia”, którego wykonywanie ma utrzymywać Arenę przy tytułowym życiu. W 2020 r., w związku z wybuchem pandemii koronawirusa, akcja odbyła się pod koniec kwietnia i udostępniana była online. Wykonawcą był student ASP Jarosław Słomski.
Akcja jest okazją do spotkań i rozmowy o historii oraz źródłem kolejnych artystycznych inspiracji – jak wspomina artystka Karolina Grzywnowicz, która uważa „drzewo Beresia” za najważniejsze drzewo we Wrocławiu:
Gdy odwiedziliśmy to miejsce w ramach zajęć na początku roku akademickiego i rozmawialiśmy o symbolice umieszczonego w asfalcie drzewa: życiu, śmierci, przesiedleniach, bardzo istotnych zwłaszcza w kontekście Wrocławia, poznałam historię studentki z Niemiec [...]. Podczas uroczystości malowania korzeni opowiedziała o swoim dziadku, który urodził się pod Wrocławiem, ale z powodu przesiedleń był zmuszony opuścić to miejsce. W jego domu zamieszkała kobieta ze Lwowa, która trafiła do Wrocławia z tego samego powodu. Dziewczynie udało się odwiedzić dawny dom swojego dziadka, została ugoszczona przez kobietę, która teraz w nim mieszka. W wyniku tej historii powstała wystawa „Chleb mieszany”.

### Nawiązania i odwołania do sympozjum

#### PowtórzenieKompozycji pionowej nieograniczonejHenryka Stażewskiego(2008) i wystawa wMSN w Warszawie(2009)
Pokaz Dziewięć promieni światła na niebie Henryka Stażewskiego został odtworzony po 38 latach przed Pałacem Kultury i Nauki w Warszawie 5 grudnia 2008 r. Zadania podjęło się (MSN) i Urząd Miasta Stołecznego Warszawy w ramach starań o tytuł Europejskiej Stolicy Kultury w 2016 r. Wybór pierwszego pokazu MSN w przestrzeni miasta był przemyślany – Stażewski był nie tylko warszawiakiem, ale także pionierem awangardy, a jego praca stanowiła przykład zwycięstwa wyobraźni i nowoczesności. Nieprzypadkowe było także miejsce realizacji: Plac Defilad znajduje się w miejscu, gdzie zaplanowano budowę nowego gmachu MSN. Kuratorem wydarzenia był Tomasz Fudala.
Projekt Stażewskiego do nowych warunków dostosował jego współpracownik – wrocławski artysta Jan Chwałczyk, który pomagał mu w przygotowaniu wcześniejszego pokazu w ramach sympozjum. Skomplikowane technicznie przedsięwzięcie wymagało wielu działań, podobnie jak 1970 r. Reflektory tym razem sprowadzono z Niemiec. Ze względu na coraz większe zanieczyszczenie nocnego nieba sztucznym światłem ich moc musiała być trzykrotnie większa. Aby osiągnąć lepszą widoczność wygaszono także iluminację PKiN oraz pobliskie latarnie.
Organizatorzy warszawskiego pokazu wspólnie z „Gazetą Wyborczą” zorganizowali także konkurs fotograficzny, który miał na celu dokumentację wydarzenia. Najlepsze prace zaprezentowano w ramach wystawy w MSN w dn. 6.02–1.03.2009, włączono je także o kolekcji tej placówki.

#### WystawaOtwarte Archiwum / Sympozjum Wrocław '70,Fundacja Profile(2010)
40 lat po sympozjum, równolegle do jego wrocławskiego jubileuszu, w siedzibie Fundacji Profile przy ul. Hożej w Warszawie odbyła się wystawa Otwarte Archiwum / Sympozjum „Wrocław 70” (29 kwietnia – 19 czerwca 2010). Projekt pod opieką Bożeny Czubak był przygotowany jako wystawa dyplomowa w ramach Muzealniczych Studiach Kuratorskich przy Instytucie Historii Sztuki Uniwersytetu Jagiellońskiego przez Jolantę Gromadzką, Maję Kokot, Magdalenę Kownacką, Katarzynę Słobodę i Alberta Godyckiego. Była to krytyczna ekspozycja rozproszonych sympozjalnych archiwaliów, której celem było „odmitologizowanie tego zjawiska, przyjmowanego w dyskursie bądź to jako „oczywista” duma bądź to porażka polskiej awangardy”. Jak wskazuje Maria Hussakowska:
Wyzwanie polegało na dotarciu do dokumentów – źródeł, przed tym, jak stały się częścią opowieści, poznanie ich w stanie przednarracyjnym i zaprezentowanie ich w jak najbardziej czystej postaci. W wyniku przekopania archiwów i sięgnięcia do zachowanych dokumentów w bardzo różnorodnej formie i rozproszeniu, stało się niemal jasne, jak przypadkowe wybory wynikające z fragmentarycznej wiedzy wpływają na budowanie historycznej narracji.
Wśród zaprezentowanych materiałów znalazły się m.in. oryginalne projekty m.in. Oskara Hansena, Wandę Gołkowską, Zbigniewa Gostomskiego, Władysława Hasiora, Tadeusza Kantora, Jarosława Kozłowskiego oraz Henryka Stażewskiego, a także fotografie i dokumenty związane z sympozjum: „stenogramy obrad, listy artystów, autorskie opisy projektów, filmy dokumentalne dotyczące tego wydarzenia czy teksty komentujące lub relacjonujące sympozjum” oraz druki i oficjalne pisma i podania do władz. Można było wysłuchać także Koncertu na 28 poduszek i zachód słońca Jerzego Rosołowicza czy obejrzeć dokumentujący sympozjum dla lokalnej telewizji film Antoniego Dzieduszyckiego, w którym znalazły się także pejzaże Wrocławia i głosy uczestników wydarzenia.
Autorki i autor ekspozycji zastrzegali, że zbiór materiałów jest niepełny, co zarówno odzwierciedla stan wiedzy na temat sympozjum, jak i „obrazuje rolę przypadku w budowaniu narracji historycznej”, a recenzujący wystawę Paweł Polit nazwał ją wręcz „inwentaryzacyjną”. W związku z powyższym odbiorcy mogli samodzielnie skompletować do teczki wybrane przez siebie kopie archiwaliów, tworząc w ten sposób swoje subiektywne „katalogi” wystawy.
Magdalena Mazik zwróciła uwagę na wybrzmiewającą z projektu fragmentaryczność narracji i ulotność samego wydarzenia, a zarazem zwraca uwagę na zapis jednego z posiedzeń rady miasta:
dyskutowano głównie nad punktem z regulaminu sympozjum, zakładającym wykonanie prac w „materiałach trwałych”. Zapis tej dyskusji (odbywającej się 15 lat przed problematyzującą zagadnienie materiału wystawą Les Immateriaux J.-F. Lyotarda w Centrum Pompidou!), stanowi pasjonującą lekturę – oddaje uczciwe zainteresowanie polityków sprawami kultury dziejącymi się w mieście, ukazuje nowatorskość prezentowanych projektów artystycznych, oddaje ducha czasu.
Choć Hussakowska zauważa, że wbrew jej oczekiwaniom w wystawie tej nie wybrzmiał marginalizowany głos artystek (odnotowała m.in. brak prac Ludmiły Popiel), to uznała jednak strategię surowego eksponowania archiwaliów bez komentarza za wartościową:
Odszukane dokumenty wzruszają – pewnie nie tylko mnie – głównie formą, na ogół są to nieporadne odbitki z maszynopisów, z niedobiciami i przesunięciami. [...] kuratorzy w swych zmaganiach wykorzystali ideę archiwum subwersywnie, każdy odwiedzający wystawę pobierał dokumenty wedle swoich reguł i w efekcie mógł stworzyć swoje własne archiwum.
W podobny sposób odczytał ten projekt Polit, wzmiankując również, że stanowi on „asumpt do antycypowanej debaty nad znaczeniem historycznym Sympozjum – jego wymiarem artystycznym i politycznym”.

#### Dominika ŁabądźKompozycja pozioma nieograniczona / Strumień światła,Przegląd Sztuki Survival(2010)
W ramach 8. Przeglądu Sztuki Survival, który odbył się w dn. 25–27 czerwca 2010 w Bunkrze Strzegomskim (obecnie siedziba Muzeum Współczesnego Wrocław) pod hasłem „Architektura jako miejsce zbrodni”, artystka Dominika Łabądź zaproponowała pracę nawiązującą do Kompozycji pionowej nieograniczonej Stażewskiego oraz do pracy Zaczyna się we Wrocławiu Gostomskiego (zob. Projekty niezrealizowane). Projekt instalacji Łabądź zakładał umieszczenie źródeł światła w okrągłych otworach elewacji będącego miejscem wystawy schronu – wytworzone przez nie promienie miały biec w nieskończoność, a budynek miałby stać się centrum uwagi dla mieszkańców okolicy i osób przyjezdnych, co podkreślało planowaną zmianę funkcji obiektu na instytucję kultury.
Praca została ponownie zaprezentowana w ramach wystawy Niemcy nie przyszli, eksponowanej w MWW w dn. 19.12.2014–23.02.2015 (kurator: Michał Bieniek). Łabądźznacząco rozbudowała swój projekt: nawiązywał on do prac sympozjalnych nie tylko ideą i tytułem, ale także za pomocą zaprezentowanych archiwaliów oraz poprzez zastosowane środki wyrazu, które emulowały rozwiązania konceptualne z przełomu lat 60. i 70. Jak stwierdziła Małgorzata Miśniakiewicz:
Rozproszone promienie wydobywające się z modelu bunkra rozbijają się o ściany Muzeum, zastępując tryumfalistyczną ikonografię Stażewskiego wizją sztuki odizolowanej od zewnętrznego kontekstu. Co zaskakujące, w kontekście historiografii opisującej niechęć wrocławskiej neo-awangardy do społecznego zaangażowania, nowe realizacje zdają się nakreślać współczesną hermetyczność sztuki wobec otwartości pierwowzorów.
Poszerzona praca składała się nie tylko z projektu instalacji świetlnej, ale też z wykonanego z imitacji betonu modelu bunkra oraz z napisanej pismem maszynowym instrukcji wykonania pracy przy użyciu m.in. wskaźników laserowych, wytwornicy mgły i czujnika ruchu. Projekt przewidywał również możliwość użycia modelu innego obiektu architektonicznego. Organizatorzy wystawy napisali:
Łabądź przewrotnie zmienia triumfalistyczną, wertykalną ikonografię w horyzontalne rozproszenie nieprzecinających się promieni. Tym samym nawiązuje do przedstawionej na Sympozjum ‘70 konceptualnej pracy Zbigniewa Gostomskiego Zaczyna się we Wrocławiu, w której odbywająca się w sferze mentalnej aneksja przestrzeni sytuuje miasto w centrum, obierając je za punkt wyjścia dla wyobraźni. [...] Strumienie światła w pracy Łabądź wskazują na Muzeum, Kompozycja pozioma nieograniczona staje się odbiciem ograniczającej jej instytucji [...]. Nawiązując do sympozjum artystka kwestionuje historyczną zmianę relacji pomiędzy twórcą a władzami i instytucją, oraz towarzyszącą im polityką kulturalną.
Praca Kompozycja pozioma nieograniczona / Strumień światła została uznana za jedną z najciekawszych na wystawie, a Łabądź nominowano do podsumowującej rok 2010 we wrocławskiej kulturze Nagrody WARTO.

#### Sympozjum Wrocław 70/20 (2020)
Jubileusz 50. rocznicy Sympozjum Plastycznego Wrocław '70 stał się dla wrocławskiego środowiska kultury inspiracją do podjęcia współpracy. Z inicjatywy przeszło 60 osób reprezentujących różne instytucje kultury, w tym muzea i galerie, organizacje pozarządowe i niezależne inicjatywy kulturalne, kolektywy i grupy nieformalne, powstała grupa robocza Sympozjum Wrocław 70/20. Jej celem było zorganizowanie całorocznego jubileuszu składającego się z rozmaitych przedsięwzięć w różnym stopniu czerpiących i nawiązujących do sympozjalnej spuścizny – w programie „obchodów” znalazły się m.in.: wystawy, spacery, pikniki czy działania edukacyjne. Inauguracja przedsięwzięcia zbiegła się z wybuchem pandemii koronawirusa, udostępniona została jednak zbierająca sympozjalne archiwalia i ciekawostki strona internetowa, a plany grupy uległy nieznacznej modyfikacji.

##### Lista współtworzących podmiotów
- Akademia Sztuk Pięknych im. Eugeniusza Gepperta
- BWA Wrocław
- Canti Spazializzati
- Fundacja Art Transparent
- Fundacja Ładne Historie
- Galeria Entropia
- JEST grupa
- Krupa Gallery
- Muzeum Architektury
- Muzeum Narodowe we Wrocławiu
- Muzeum Pana Tadeusza

- Muzeum Współczesne Wrocław
- OP ENHEIM
- Stowarzyszenie Żółty Parasol
- Strefa Kultury Wrocław
- TIFF Collective
- Why Quit
- Wrocławska Fundacja Filmowa
- Złoty Kiosk[135]

##### Komitety
- Komitet ds. Edukacji: Krzysztof Bielaszka, Anna Bieliz – koordynatorka[141], Magdalena Kreis, Anna Krukowska, Natalia Romaszkan, Małgorzata Rzerzycha-Myśliwy i Maria Zięba; współpraca: Maria Marszałek, Adrianna Myśliwiec[140].
- Komitet ds. Realizacji i Interwencji,
- Komitet ds. Archiwaliów i Badań[135].

##### Program i projekty Sympozjum Wrocław 70/20

###### Otwarcie roku Sympozjum Wrocław 70/20 (9.05.2020)
Planowana na 17.03.2020 w Muzeum Architektury we Wrocławiu inauguracja roku jubileuszu została ze względu na pandemię koronawirusa przesunięta na 9 maja – dzień prezentacji Kompozycji pionowej nieograniczonej Henryka Stażewskiego – i przeniesiona do internetu, a program wydarzenia uległ pewnej modyfikacji. W ramach otwarcia online odbyły się:
- prezentacja programu Sympozjum Wrocław 70/20, z udziałem: A. Bieliz, M. Bujki, I. Kałuży, A. Krukowskiej, P. Lisowskiego, Z. Reznik i J. Żarego,
- premiera audycji Tu Sympozjum,
- premiera zestawu edukacyjnego Zaczyna się we Wrocławiu*,
- wykład online dr. Magdaleny Ziółkowskiej pt. Odnowienie czegoś żywego. Sympozjum Wrocław ’70 i koncepcja Muzeum Sztuki Aktualnej (we współpracy z MWW),
- streaming filmu Antoniego Dzieduszyckiego pt. Wrocław ‘70. Sympozjum Plastyczne (we współpracy z MWW),
- Edyton #70/20 z Kolektywem Kariatyda (we współpracy z MWW)[143][136][144].

###### Edyton #70/20 (9.05.2020)

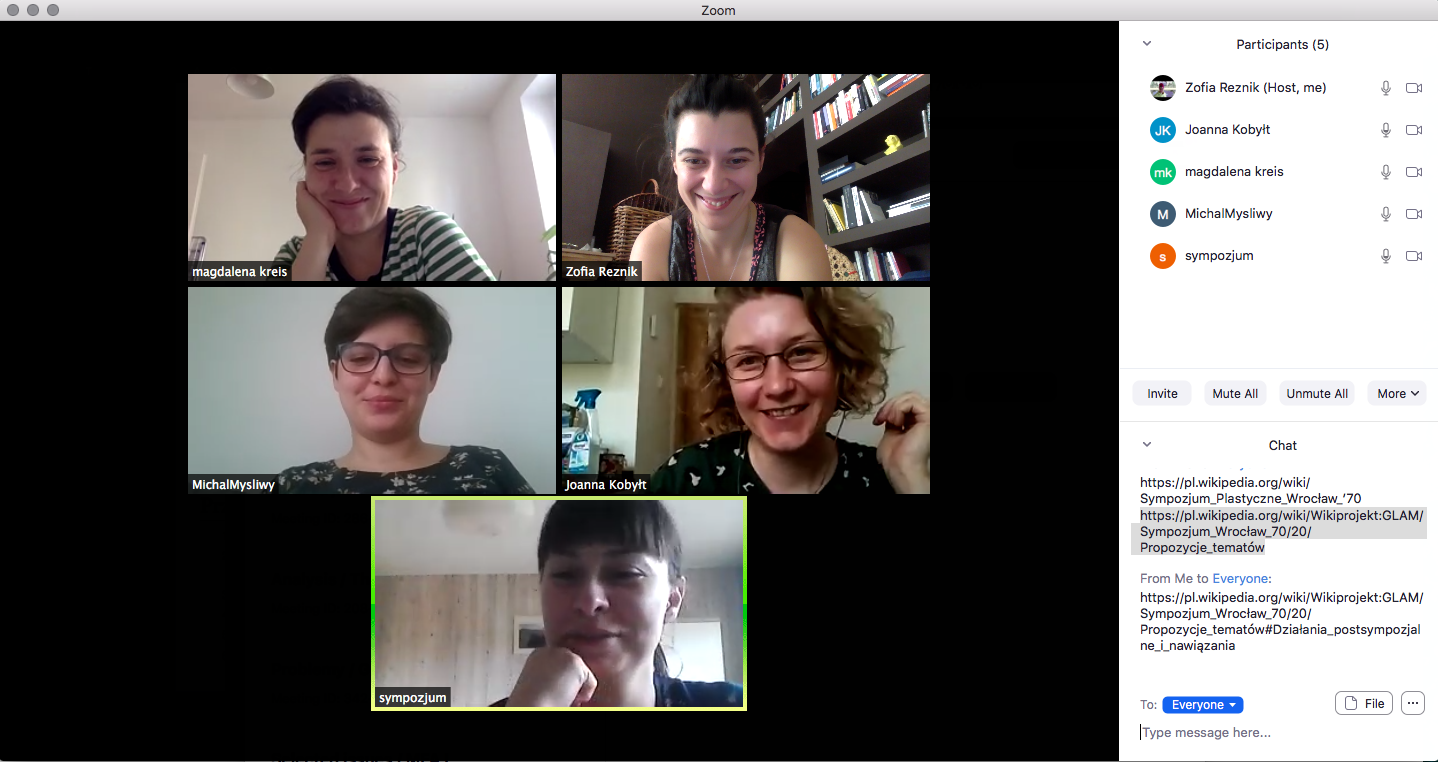
Kolektyw Kariatyda, Edyton #70/20, 9.5.2020

Maraton edycyjny, podczas którego kolektywnie poszerzany był artykuł o Sympozjum Plastycznym Wrocław '70 w Wikipedii. Edyton został zorganizowany przez Kolektyw Kariatyda we współpracy z MWW. Prowadzenie: Joanna Kobyłt, Zofia Reznik. Osoby współtworzące hasło: J. Kobyłt, Magdalena Kreis, Nina Adelajda Olczak, Honorata Rajca, Z. Reznik, Małgorzata Rzerzycha-Myśliwy, Agnieszka Szkopek. W wyniku edytonu hasło zostało znacząco rozbudowane i przesłano szereg plików do Commons.

###### Zestaw edukacyjnyZaczyna się we Wrocławiu*
Zaczyna się we Wrocławiu* to przygotowany przez zespół w składzie: Krzysztof Bielaszka, Anna Bieliz, Magdalena Kreis, Anna Krukowska, Natalia Romaszkan, Małgorzata Rzerzycha-Myśliwy i Maria Zięba zestaw materiałów, służących popularyzacji wiedzy na temat Sympozjum Plastycznego Wrocław '70. Tytuł zestawu nawiązuje do sympozjalnej pracy Zbigniewa Gostomskiego (zob. Projekty niezrealizowane). Na pakiet edukacyjny składają się:
- Pigułka wiedzy o Sympozjum Plastyczny Wrocław '70 – zawiera krótkie kalendarium, listę osób uczestniczących w Sympozjum, jego historię i konteksty,
- Mapa Sympozjum Plastycznego Wrocław ‘70 – opisy i lokalizacje w przestrzeni Wrocławia wybranych projektów oraz dwie sympozjalne trasy rowerowe,
- Scenariusze działań Sympozjum 70/20 – narzędzie animacyjne przeznaczone dla różnych grup wiekowych i form edukacji, zaprojektowane jako inspiracja do działań „w szkole, na podwórku, w ośrodku kultury, centrum aktywności lokalnej, Uniwersytecie Trzeciego Wieku, bibliotece, a także w domu – zwłaszcza teraz, gdy edukację realizujemy zdalnie”[134][139][140].

Materiały zostały zaprojektowane graficznie przez Mariana Misiaka i poza dystrybucją cyfrową przeznaczone były do druku i kolportażu fizycznego.

###### AudycjaTu Sympozjum
Podcast tworzony przez grupę roboczą Sympozjum Wrocław 70/20, na który składają się rozmowy osób współtworzących obchody oraz głosy zaproszonych gości. Audycja dotyczy historii Sympozjum Plastycznego Wrocław '70, jego kontekstów, biorących w nim udział artystek i artystów oraz ich projektów, a także „dziedzictwo Sympozjum i to, dlaczego do dziś pozostaje ono żywym źródłem inspiracji”.
- Odcinek 1: Otwarcie – wprowadzenie na temat „kształtującej się po 1945 roku wrocławskiej sceny artystycznej, ogólnopolskich plenerów, które wpłynęły na kształt imprezy z '70 roku, «ojców i matek» Sympozjum oraz jego polityczno-urbanistycznego kontekstu”[149]. Rozmówcy/czynie: Iwona Kałuża, Piotr Lisowski, Kuba Żary[149].
- Odcinek 2: Plenery / Sympozja / Zjazdy – audycja na temat „organizowanych w latach 60. i na początku lat 70. plenerów, sympozjów i zjazdów – w Osiekach, Elblągu, Puławach, wreszcie Wrocławiu” oraz „zmieniających się na przestrzeni dekady strategiach artystycznych: od tworzenia form przestrzennych do działania w przestrzeni niemożliwego”[150]. Rozmówcy/czynie: Joanna Kobyłt, Piotr Lisowski i Małgorzata Miśniakiewicz[150].
- Odcinek 3: Władza / Pomnik / Symbol – poświęcony „powojennemu nadpisywaniu Wrocławia, kreowaniu polskich symboli miasta i wykorzystaniu kultury wizualnej jako narzędzia propagandy”, a także „o współdzieleniu władzy nad przestrzenią i strategiach partycypacyjnego nasycania jej sensami” w kontekście Aten, Bilbao i Katowic oraz „o ESK, WBO i WRO na nadodrzańskim bulwarze” czy o „śladach po przeszłych pokoleniach i dziedzictwie, jakie zostawimy tym następnym”[151]. Rozmówcy/czynie: Maciej Bujko, Iwona Kałuża, Hubert Kielan, goście specjalni: Anna Szpakowska-Kujawska i Robert Gacek[151].
- Odcinek 4: Organizatorzy / Krytycy / Artyści – rozmowa „o zróżnicowanych celach, które przyświecały różnym aktorom tego procesu, negocjowaniu jego zasad i zamierzeń oraz artystycznych, krytycznych i organizacyjnych strategiach przyjmowanych przez uczestników Sympozjum”[152]. Rozmówcy/czynie: Anna Krukowska, Maria Marszałek, Kuba Żary, gość specjalny: Zbigniew Makarewicz[152].

Producentami audycji są Jan Chrzan i Kuba Żary, sygnał „Tu Sympozjum”: Jan Chrzan (montaż), Magdalena Kreis (wokal).

###### Edyton #8: Sympozjastki (12.06.2020)

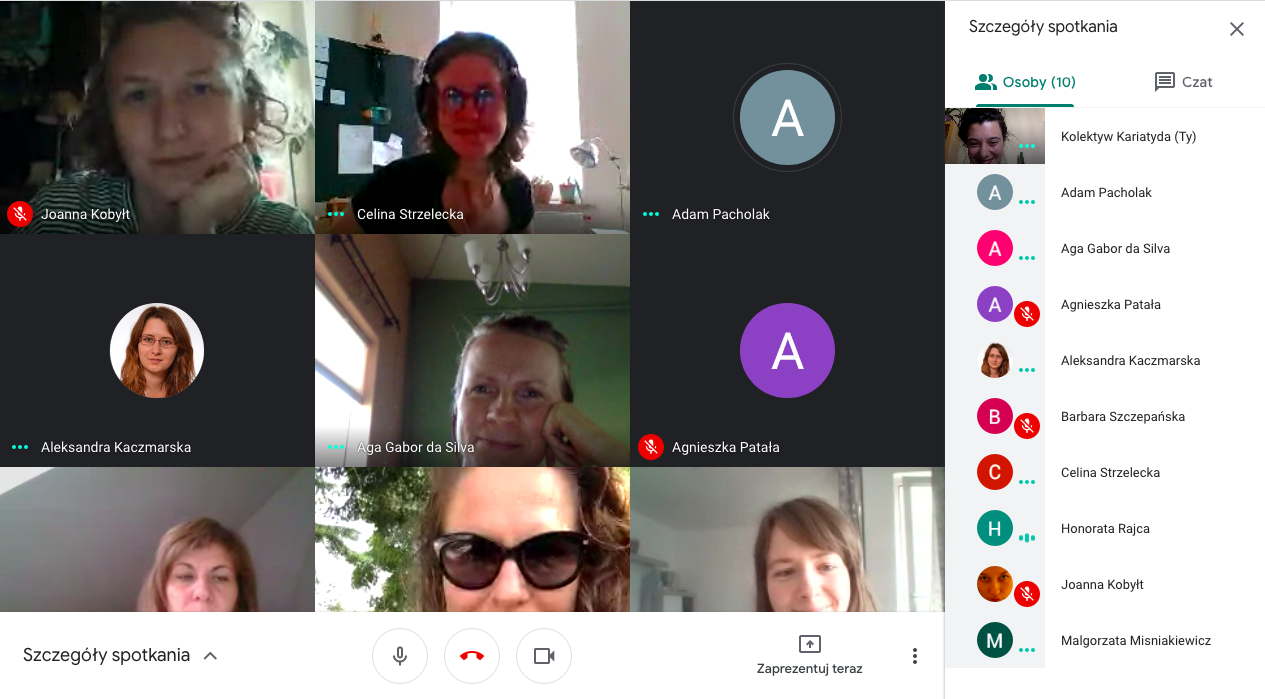
Kolektyw Kariatyda, 8. Edyton: Sympozjastki, 12.6.2020

Maraton edycji haseł w Wikipedii poświęconych kobietom związanym z Sympozjum Plastycznym Wrocław '70 – artystkom, krytyczkom czy organizatorkom. Edyton został zorganizowany przez Kolektyw Kariatyda we współpracy z MWW. Wzięli i wzięły w nim udział: Zoedyta, Evidamii019, Barbska, CelStrzel, PaAgaPa, Honorata Rajca, malgorzata, Agusaplb, Byolkak oraz Asinax, powstały nowe artykuły na temat m.in. Bożeny Czubak, Barbary Kozłowskiej, rozbudowane zostały hasła na temat Marii Berny, Anny Szpakowskiej-Kujawskiej czy samego Sympozjum Plastycznego Wrocław ’70.

###### Śniadania z Sympozjum (13-14.06 i 27-28.06.2020)
Dwie weekendowe akcje zorganizowane przez Fundację Ładne Historie we współpracy ze Stowarzyszeniem Żółty Parasol, Stowarzyszeniem Serce Szczepina i Stowarzyszeniem Moje Popo oraz przy wsparciu gminy Wrocław w ramach projektu „Miasto, sztuka, ludzie! Sympozjum 70/20 lat później”. Śniadania z Sympozjum odbyły się na czterech wrocławskich osiedlach: Ołbin, Plac Grunwaldzki, Szczepin i Popowice w czasie dwóch weekendów: 13-14 oraz 27–28 czerwca 2020 r. Koordynatorką akcji była Anna Bieliz.
Twórcy projektu zachęcali do „wspólnego weekendowego spożywania posiłków inspirowanych pracami artystycznymi, które w 1970 roku miały wypełnić rozmaite przestrzenie we Wrocławiu – śródmiejskie podwórka czy skwery, międzyblokowe zielone przestrzenie czy gruzogórki i różnorodne tereny nadrzeczne oraz rzekę”. Na zaproszenie organizatorów Dominika Józala i Iza Wiśniewska, dwie wrocławskie znawczynie kuchni roślinnej, stworzyły przepisy inspirowane sympozjalnymi pracami – Żywym pomnikiem „Arena” Jerzego Beresia czy Interpretacją przestrzenna poezji strukturalnej Stanisława Dróżdża „Samotność” Barbary Kozłowskiej. Osoby uczestniczące w Śniadaniach mogły w wybranych lokalnych warzywniakach nabyć sezonowe składniki i samodzielnie wykonać w domu proponowane posiłki oraz podzielić się ich fotografiami, a zarazem wesprzeć małe lokalne biznesy.

## Odnośniki zewnętrzne
- Strona Sympozjum Wrocław 70/20.
- Mapa rozmieszczenia planowanych realizacji.